# BMW serii 4
BMW serii 4 – samochód sportowy klasy średniej produkowany pod niemiecką marką BMW od 2013 roku. Od 2020 roku produkowana jest druga generacja modelu.

## Pierwsza generacja

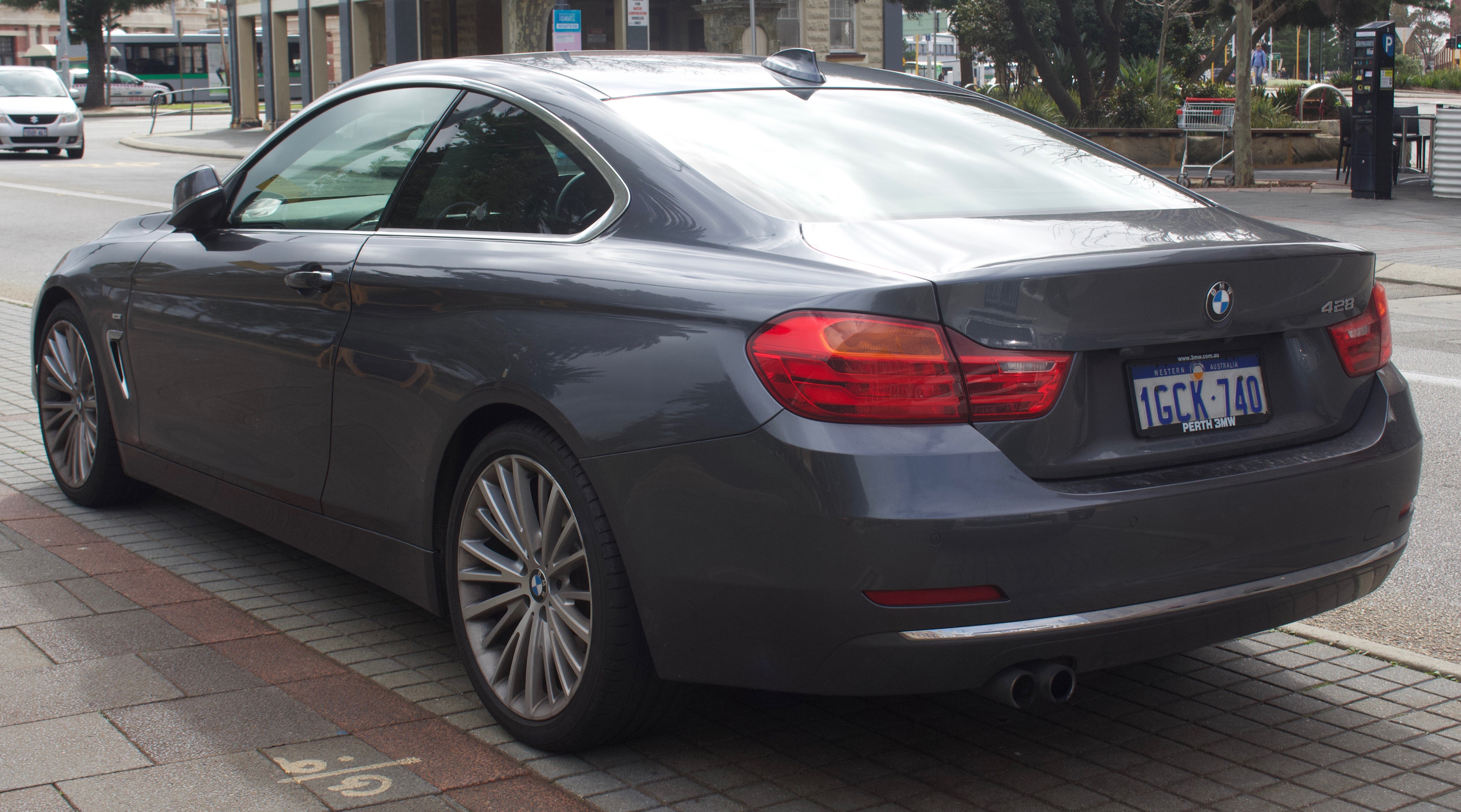
BMW serii 4 I (F32) - tył

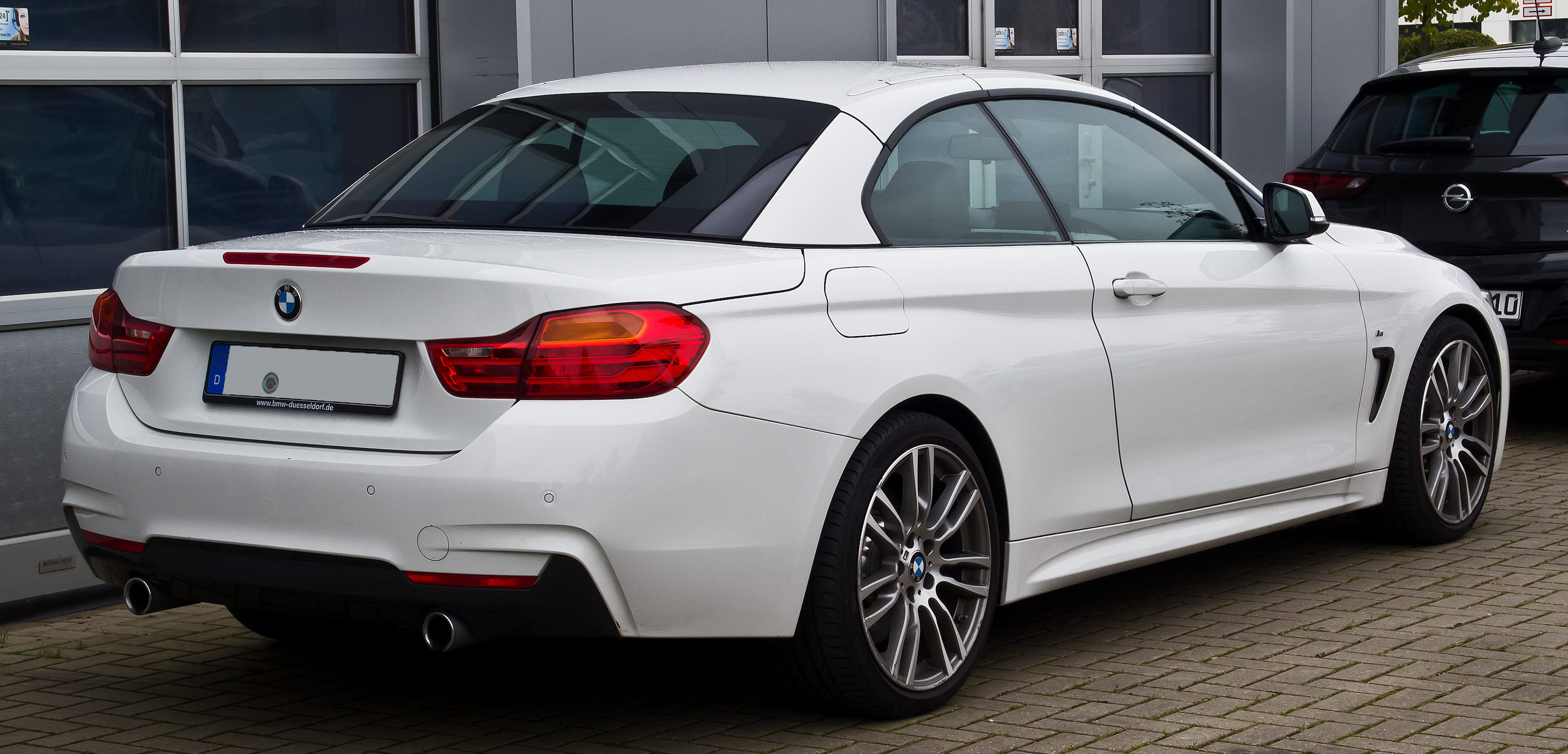
BMW serii 4 I Coupe-Cabrio (F33)

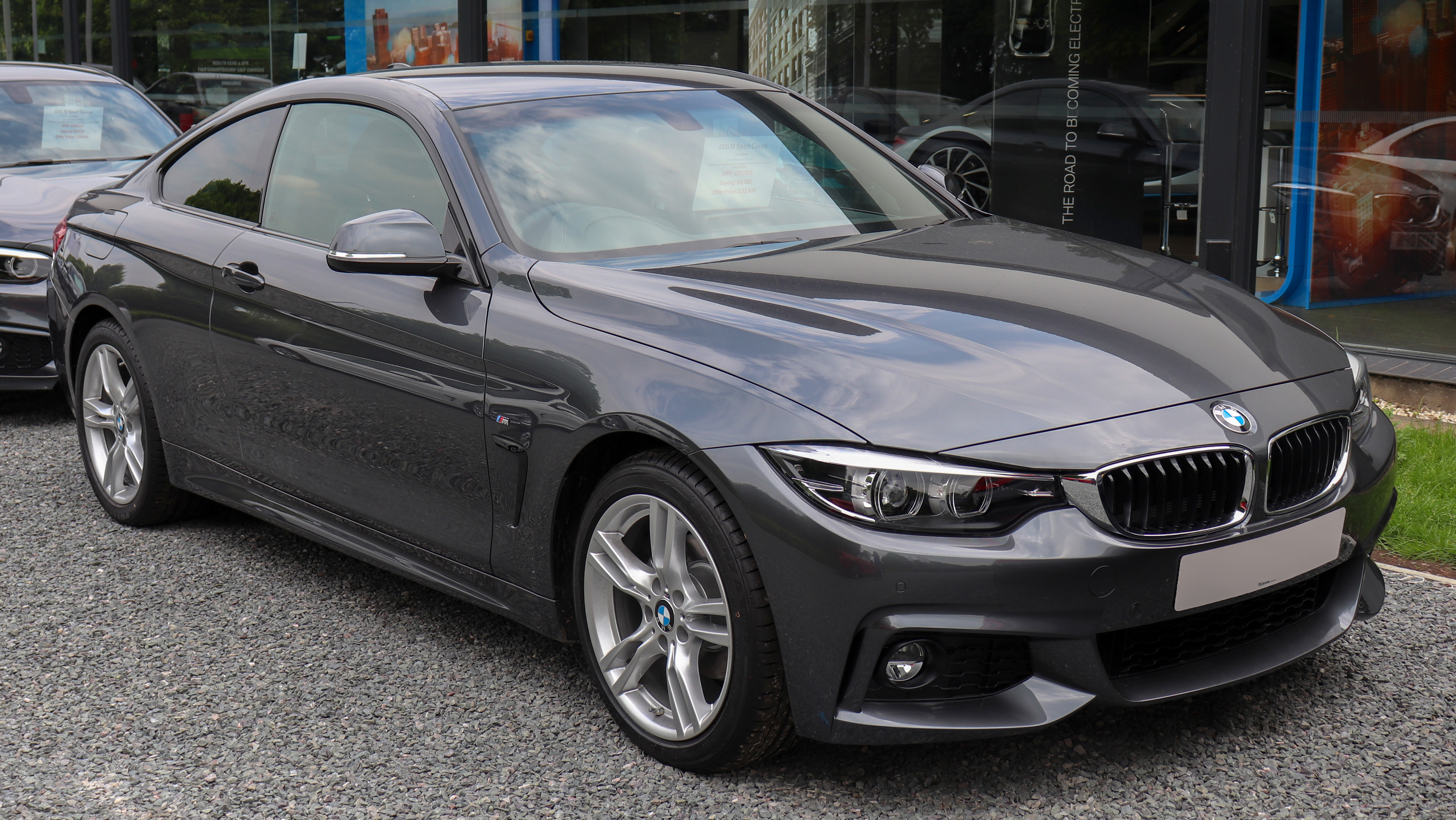
BMW serii 4 I (F32) po liftingu

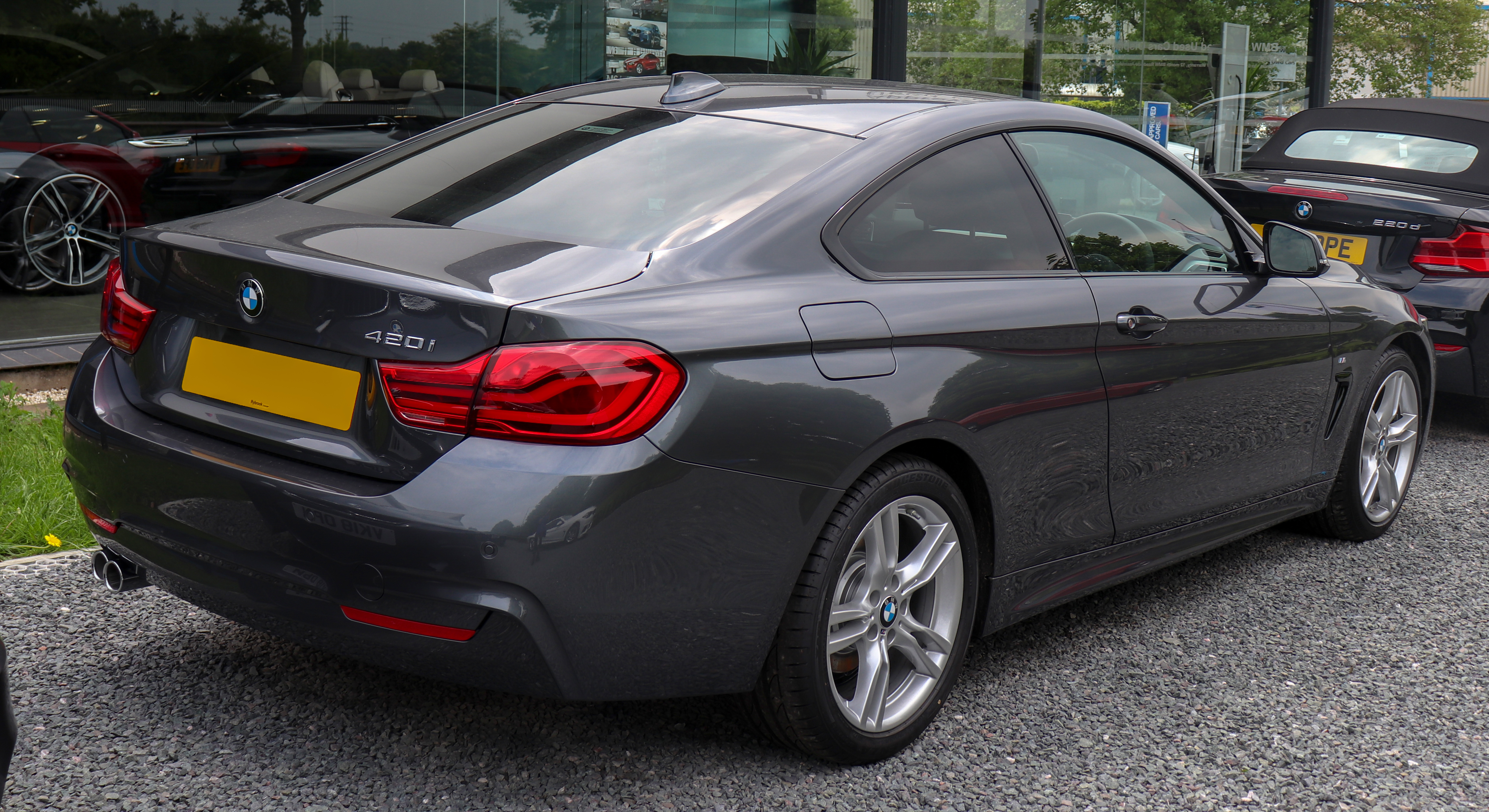
BMW serii 4 I (F32) - tył po liftingu

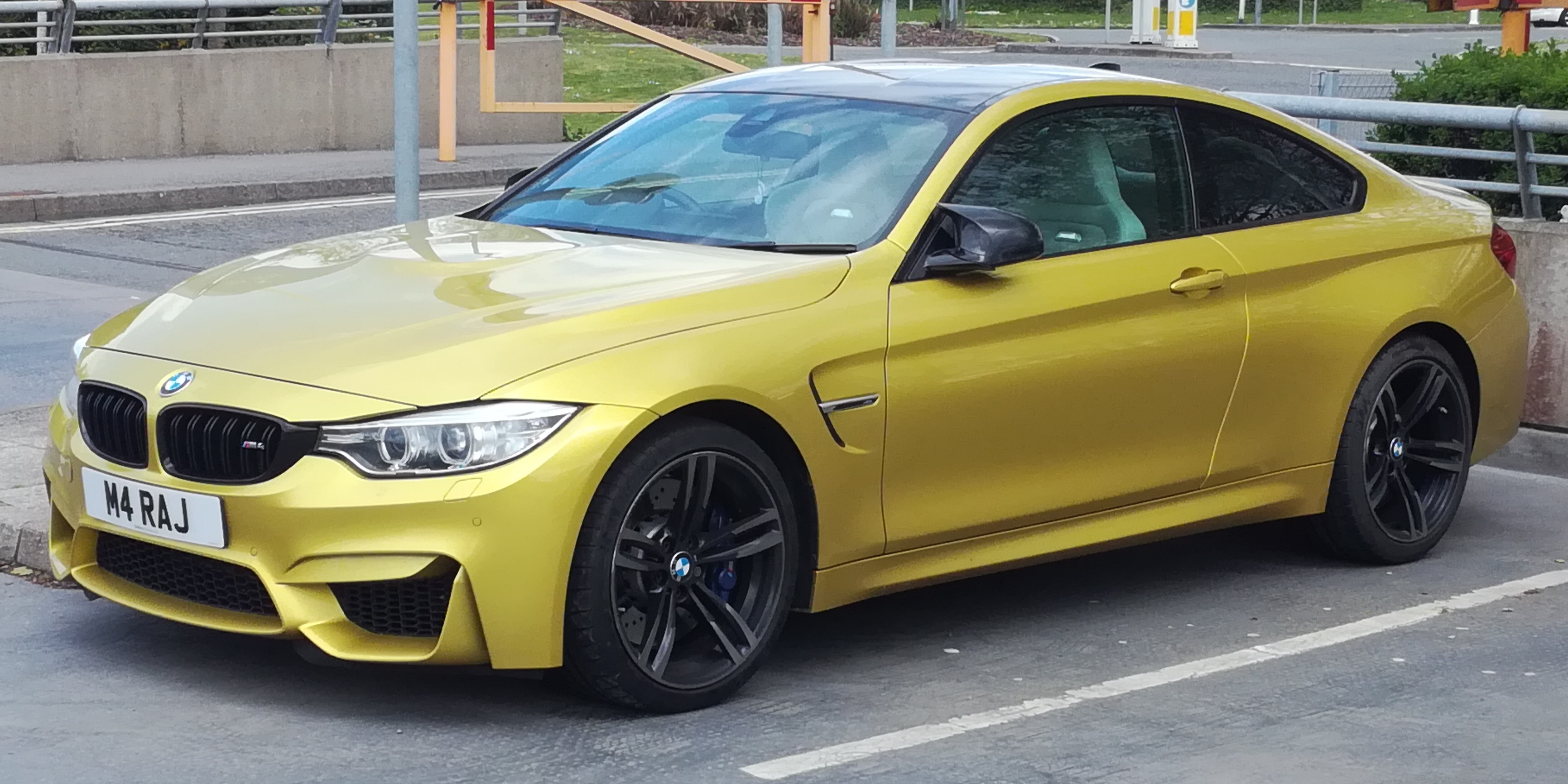
BMW M4 I (F82)

BMW serii 4 I zostało zaprezentowane po raz pierwszy w 2013 roku.
BMW zdecydowało się po raz pierwszy w historii zastosować numer "4" w ramach uporządkowania polityki nazewniczej na początku drugiej dekady XXI wieku, na mocy której liczby parzyste przypisano odtąd coupe i cabrio, a nieparzyste hatchbackom, sedanom i kombi. W myśl tego, seria 4 to sportowa odmiana BMW serii 3 (F30), uzupełniająca ofertę dwa lata po debiucie podstawowego modelu. Bezpośrednim poprzednikiem serii 4 jest Seria 3 w wariantach coupe i CC o kodzie fabrycznym E92.
Studyjną zapowiedzią BMW serii 4 pierwszej generacji był bliski finalnej postaci prototyp BMW Concept 4, którego premiera miała miejsce podczas targów motoryzacyjnych w amerykańskim Detroit w styczniu 2013 roku. Seryjne BMW serii 4 zaprezentowane zostało oficjalnie pół roku później, w czerwcu 2013. W stosunku do poprzednika samochód wyróżnił się wydłużonym rozstawem osi, smuklejszą sylwetką dzięki dłuższemu, niższemu i szerszemu nadwoziu.
Technologią, którą promowano przy okazji premiery pierwszej generacji BMW serii 4, było BMW EfficientDynamics zapewniające optymalne połączenie oszczędniejszego układu napędowego z bryłą nadwozia. Zastosowano do niej optymalne połączenie lekkiego szkieletu nadwozia ze zoptymalizowanymi właściwościami aerodynamicznymi za pomocą odpowiednio rozmieszczonych wlotów powietrza.
Produkcja BMW serii 4, najpierw w formie 2-drzwiowego coupe, rozpoczęła się latem 2013 roku. We wrześniu tego samego roku gama nadwoziowa została poszerzona o coupé-cabrio. Samochód dzieli jednostki napędowe z coupe, z czego wyróżnia się on trzyczęściowym, twardym dachem składanym elektrycznie.

### Lifting
W styczniu 2017 BMW zaprezentowało Serię 4 po restylizacji, która przyniosła głównie zmiany wizualne. Samochód zyskał przeprojektowane zderzaki, nowe wkłady reflektorów oraz lamp tylnych o zaokrąglonym układzie diod LED, a także nowe wzory felg i kolory lakierów. W kabinie pasażerskiej zastosowano nowe koło kierownicy, nowe elementy ozdobne, a także większy ekran systemu multimedialnego z uproszczonym, zaktualizowanym oprogramowaniem. Po raz pierwszy w Serii 4 opcjonalnym rozwiązaniem stał się w pełni cyfrowy układ zegarów na kolorowym wyświetlaczu o różnym rodzaju przedstawiania informacji.
Restylizacja wiązała się z także z modyfikacjami technicznymi, przy niezmienionej gamie dostępnych jednostek napędowych. BMW obszernie przeprojektowało układ zawieszenia, który stał się sztywniejszy w celu zapewnienia optymalnych właściwości podczas dynamicznej jazdy. Udoskonalono dynamikę wzdłużną oraz poprzeczną, dopracowano stabilność oraz współpracę z układem kierowniczym. W odmianach od 430d i 430i wzwyż umożliwiono także montaż wysokowydajnościowych opon.

### M4
W grudniu 2013 zaprezntowano model BMW M4, który publiczny debiut miał miejsce w połowie stycznia podczas salonu motoryzacyjnego w Detroit. Pod maską znalazł się rzędowy, benzynowy, sześciocylindrowy silnik. Jednostka o pojemności 3,0 l korzysta z technologii Twin Power Turbo. Motor dysponuje mocą 431 KM i rozwija moment obrotowy 550 Nm.
W układzie przeniesienia napędu zastosowano sześciostopniową, ręczną skrzynię biegów. W takiej konfiguracji auto przyspiesza do 100 km/h w 4,1 sekundy i osiągają prędkość maksymalną 250 km/h. Na liście opcji znalazła się zautomatyzowana, dwusprzęgłowa przekładnia M DCT o siedmiu przełożeniach. Wyposażone nią M4 rozpędza się do 100 km/h w 4,3 s. Na życzenie klienta ogranicznik prędkości może zostać zdjęty. Wówczas samochody osiągnąć mogą prędkość maksymalną 280 km/h.
W roku modelowym 2016, wraz z modernizacją serii 3, wprowadzono mocniejsze silniki 2.0 (258 KM), oraz 3.0 (326 KM). Oznaczenia modeli zmieniły się odpowiednio na 430i, oraz 440i.

### Silniki
Coupe:
| Model                  | Pojemność skokowa | Układ cylindrów | Moc                                     | Moment obrotowy                | Przyspieszenie 0-100 km/h (manual/automat) | Prędkość maksymalna (manual/automat) | Średnie zużycie paliwa (manual/automat) |
| ---------------------- | ----------------- | --------------- | --------------------------------------- | ------------------------------ | ------------------------------------------ | ------------------------------------ | --------------------------------------- |
| Silniki benzynowe      |                   |                 |                                         |                                |                                            |                                      |                                         |
| 420i od 2013/11        | 1997 cm³          | R4              | 135 kW / 184 KM przy 5000-6250 obr./min | 270 Nm przy 1250-4500 obr./min | 7,3/7,3 s                                  | 236/236 km/h                         | 6,1/6,0 l/100 km                        |
| 420i xDrive od 2013/11 | 1997 cm³          | R4              | 135 kW / 184 KM przy 5000-6250 obr./min | 270 Nm przy 1250-4500 obr./min | 7,4/7,5 s                                  | 233/231 km/h                         | 6,8/6,4 l/100 km                        |
| M4 od 2014/03          | 2979 cm³          | R6              | 317 kW / 431 KM przy 5500-7300 obr./min | 550 Nm przy 1850-5500 obr./min | 4,3/4,1 s                                  | 250/250 km/h                         | 8,8/8,3 l/100 km                        |
| M4 GTS od 2016         | 2979 cm³          | R6              | 368 kW / 500 KM przy 6250 obr./min      | 600 Nm przy 4000-5500 obr./min | -/3,8 s                                    | -/305 km/h                           | -/8,5 l/100 km                          |
| Silniki wysokoprężne   |                   |                 |                                         |                                |                                            |                                      |                                         |
| 418d od 2015/03        | 1995 cm³          | R4              | 110 kW / 150 KM przy 4000 obr./min      | 320 Nm przy 1500-3000 obr./min | 8,6/8,6 s                                  | 215/213 km/h                         | 4,2/4,1 l/100 km                        |
| 420d od 2013/11        | 1995 cm³          | R4              | 135 kW / 184 KM przy 4000 obr./min      | 380 Nm przy 1750-2750 obr./min | 7,5/7,3 s                                  | 236/229 km/h                         | 4,8/4,7 l/100 km                        |
| 420d od 2015/03        | 1995 cm³          | R4              | 140 kW / 190 KM przy 4000 obr./min      | 400 Nm przy 1750-2500 obr./min | 7,3/7,1 s                                  | 240/232 km/h                         | 4,2/4,0 l/100 km                        |
| 420d xDrive od 2013/11 | 1995 cm³          | R4              | 135 kW / 184 KM przy 4000 obr./min      | 380 Nm przy 1750-2750 obr./min | 7,5/7,3 s                                  | 236/229 km/h                         | 4,8/4,7 l/100 km                        |
| 420d xDrive od 2015/03 | 1995 cm³          | R4              | 140 kW / 190 KM przy 4000 obr./min      | 400 Nm przy 1750-2500 obr./min | 7,4/7,2 s                                  | 236/230 km/h                         | 4,4/4,4 l/100 km                        |
| 425d od 2014/03        | 1995 cm³          | R4              | 160 kW / 218 KM przy 4000 obr./min      | 450 Nm przy 1500 obr./min      | 6,7/6,5 s                                  | 247/247 km/h                         | 5,0/4,7 l/100 km                        |
| 430d od 2013/11        | 2993 cm³          | R6              | 190 kW / 258 KM przy 4000 obr./min      | 560 Nm przy 2000-3000 obr./min | -/5,5 s                                    | -/250 km/h                           | -/4,9 l/100 km                          |
| 430d xDrive od 2014/03 | 2993 cm³          | R6              | 190 kW / 258 KM przy 4000 obr./min      | 560 Nm przy 1500-3000 obr./min | -/5,2 s                                    | -/250 km/h                           | -/5,2 l/100 km                          |
| 435d xDrive od 2013/11 | 2993 cm³          | R6              | 230 kW / 313 KM przy 4400 obr./min      | 630 Nm przy 1500-2500 obr./min | -/4,7 s                                    | -/250 km/h                           | -/5,4 l/100 km                          |

Kabriolet:
| Model                  | Pojemność skokowa | Układ cylindrów | Moc                                     | Moment obrotowy                | Przyspieszenie 0-100 km/h (manual/automat) | Prędkość maksymalna (manual/automat) | Średnie zużycie paliwa (manual/automat) |
| ---------------------- | ----------------- | --------------- | --------------------------------------- | ------------------------------ | ------------------------------------------ | ------------------------------------ | --------------------------------------- |
| Silniki benzynowe      |                   |                 |                                         |                                |                                            |                                      |                                         |
| 420i od 2014/07        | 1997 cm³          | R4              | 135 kW / 184 KM przy 5000-6250 obr./min | 270 Nm przy 1250-4500 obr./min | 8,2/8,3 s                                  | 230/230 km/h                         | 6,6/6,4 l/100 km                        |
| 428i od 2014/03        | 1997 cm³          | R4              | 180 kW / 245 KM przy 5000-6500 obr./min | 350 Nm przy 1250-4800 obr./min | 6,4/6,4 s                                  | 250/250 km/h                         | 6,8/6,6 l/100 km                        |
| 428i xDrive od 2014/03 | 1997 cm³          | R4              | 180 kW / 245 KM przy 5000-6500 obr./min | 350 Nm przy 1250-4800 obr./min | -/6,5 s                                    | -/250 km/h                           | -/7,0 l/100 km                          |
| 435i od 2014/03        | 2979 cm³          | R6              | 225 kW / 306 KM przy 5800-6400 obr./min | 400 Nm przy 1200-5000 obr./min | 5,6/5,5 s                                  | 250/250 km/h                         | 8,1/7,5 l/100 km                        |
| 435i xDrive od 2014/07 | 2979 cm³          | R6              | 225 kW / 306 KM przy 5800-6400 obr./min | 400 Nm przy 1200-5000 obr./min | 5,6/5,5 s                                  | 250/250 km/h                         | 8,5/7,9 l/100 km                        |
| M4 od 2014/04          | 2979 cm³          | R6              | 317 kW / 431 KM przy 5500-7300 obr./min | 550 Nm przy 1850-5500 obr./min | 4,6/4,4 s                                  | 250/250 km/h                         | 9,1/8,7 l/100 km                        |
| Silniki wysokoprężne   |                   |                 |                                         |                                |                                            |                                      |                                         |
| 420d od 2013/11        | 1995 cm³          | R4              | 135 kW / 184 KM przy 4000 obr./min      | 380 Nm przy 1750-2750 obr./min | 8,2/8,2 s                                  | 235/228 km/h                         | 5,1/4,8 l/100 km                        |
| 420d od 2015/07        | 1995 cm³          | R4              | 140 kW / 190 KM przy 4000 obr./min      | 400 Nm przy 1750-2500 obr./min | 8,1/8,0 s                                  | 235/228 km/h                         | 4,8/4,4 l/100 km                        |
| 425d od 2014/07        | 1995 cm³          | R4              | 160 kW / 218 KM przy 4000 obr./min      | 450 Nm przy 1500-2500 obr./min | 7,3/7,1 s                                  | 241/241 km/h                         | 5,2/5,0 l/100 km                        |
| 430d od 2014/07        | 2993 cm³          | R6              | 190 kW / 258 KM przy 4000 obr./min      | 560 Nm przy 1500-3000 obr./min | -/5,9 s                                    | -/250 km/h                           | -/5,3 l/100 km                          |
| 435d xDrive od 2014/07 | 2993 cm³          | R6              | 230 kW / 313 KM przy 4000 obr./min      | 630 Nm przy 1500-2500 obr./min | -/5,2 s                                    | -/250 km/h                           | -/5,7 l/100 km                          |

### 4 Gran Coupe

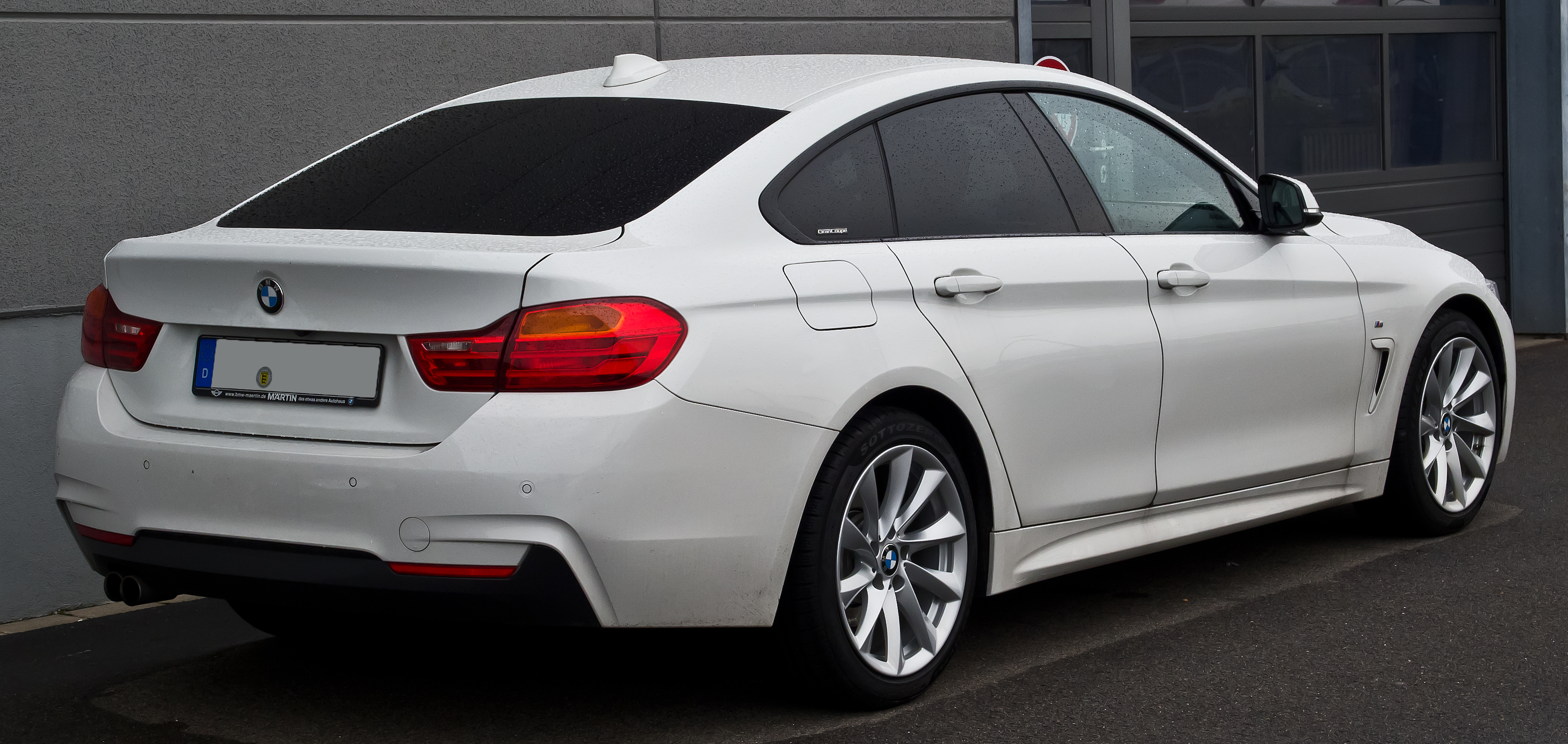
BMW serii 4 Gran Coupe I (F36) – tył

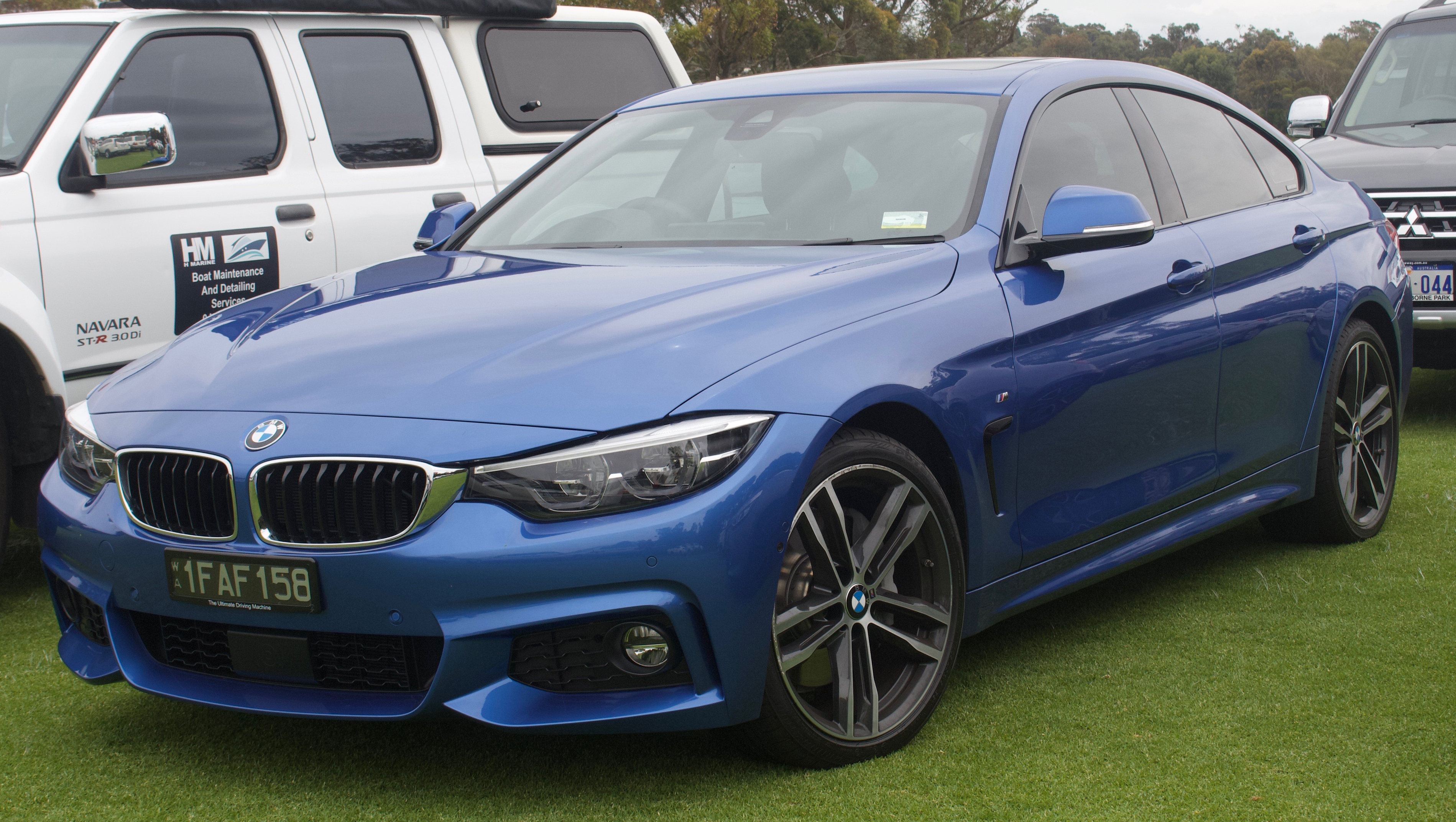
BMW serii 4 Gran Coupe I (F36) po liftingu

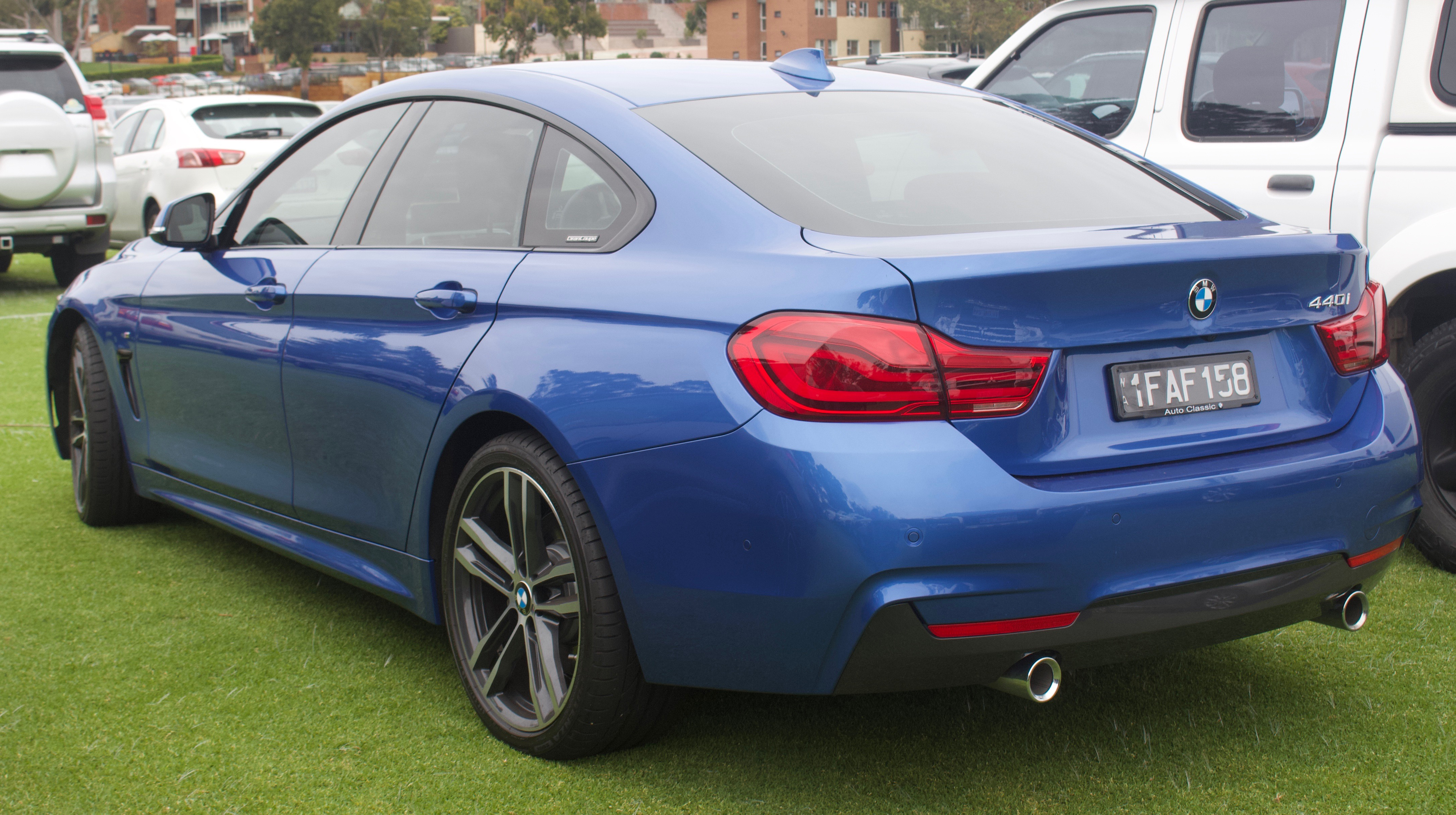
BMW serii 4 Gran Coupe I (F36) – tył po liftingu

BMW serii 4 Gran Coupe I zostało zaprezentowane po raz pierwszy w 2014 roku.
Niespełna rok po rozpoczęciu produkcji Serii 4, BMW wzorem większej Serii 6 zdecydowało się powiększyć gamę nadwoziową o tę z dodatkową parą drzwi. W efekcie powstał a Seria 4 Gran Coupe, zyskując kod fabrycznyF36. W przeciwieństwie do większej Serii 6 Gran Coupe samochód nie otrzymał jednak postaci 4-drzwiowego sedana, lecz 5-drzwiowego liftbacka z szybą otwieraną razem z klapą bagażnika.
W stosunku do podobnej wielkości Serii 3 w wariancie sedan, Seria 4 Gran Coupe wyróżniła się bezramkowymi drzwiami i dużym okienkiem za tzw. słupkiem C, posiadając łagodniej opadającą linię dachu. Samochód jest 12 mm wyższy od wersji Coupe w celu wygospodarowania więcej przestrzeni dla pasażerów tylnego rzędu siedzeń. Rozstaw osi pozostał jednak niezmieniony, podobnie jak pojemność bagażnika, która dla wersji Coupe i Gran Coupe wyniosła 480 litrów.

### Lifting
Równolegle z Serią 4 odmianach coupé i coupé-cabrio, w styczniu 2017 roku BMW serii 4 Gran Coupe pierwszej generacji przeszło restylizację. Samochód otrzymał przeprojektowane zderzaki, nowe wkłady reflektorów, a także przemodelowane lampy tylne z bardziej zaokrąglonymi wkładami wykonanymi w technologii LED. Producent zwiększył możliwość personalizacji za pomocą gamy lakierów, wzorów alufelg, a także innych materiałów wykończeniowych do kabiny pasażerskiej. Wzorem odmian dwudrzwiowych, lifting przyniósł też zmiany w układzie zawieszenia, które stało się sztywniejsze w celu zapewnienia poprawionej sztywności oraz komunikatyności z układem kierowniczym.

### Silniki
| Model                  | Pojemność skokowa | Układ cylindrów | Moc                                     | Moment obrotowy                | Przyspieszenie 0–100 km/h (manual/automat) | Prędkość maksymalna (manual/automat) | Średnie zużycie paliwa (manual/automat) |
| ---------------------- | ----------------- | --------------- | --------------------------------------- | ------------------------------ | ------------------------------------------ | ------------------------------------ | --------------------------------------- |
| Silniki benzynowe      |                   |                 |                                         |                                |                                            |                                      |                                         |
| 420i od 2014/02        | 1997 cm³          | R4              | 135 kW / 184 KM przy 5000-6250 obr./min | 270 Nm przy 1250-4500 obr./min | 7,5/7,6 s                                  | 236/236 km/h                         | 6,4/6,1 l/100 km                        |
| 420i xDrive od 2014/07 | 1997 cm³          | R4              | 135 kW / 184 KM przy 5000-6250 obr./min | 270 Nm przy 1250-4500 obr./min | 7,6/7,9 s                                  | 233/231 km/h                         | 6,9/6,4 l/100 km                        |
| 428i od 2014/02        | 1997 cm³          | R4              | 180 kW / 245 KM przy 5000-6500 obr./min | 350 Nm przy 1250-4800 obr./min | 6,1/6,0 s                                  | 250/250 km/h                         | 6,6/6,3 l/100 km                        |
| 428i xDrive od 2014/02 | 1997 cm³          | R4              | 180 kW / 245 KM przy 5000-6500 obr./min | 350 Nm przy 1250-4800 obr./min | 5,8/6,0 s                                  | 250/250 km/h                         | 6,8/6,7 l/100 km                        |
| 435i od 2014/02        | 2979 cm³          | R6              | 225 kW / 306 KM przy 5800-6400 obr./min | 400 Nm przy 1200-5000 obr./min | 5,5/5,2 s                                  | 250/250 km/h                         | 8,1/7,5 l/100 km                        |
| 435i xDrive od 2014/07 | 2979 cm³          | R6              | 225 kW / 306 KM przy 5800-6400 obr./min | 400 Nm przy 1200-5000 obr./min | 5,3/5,0 s                                  | 250/250 km/h                         | 8,3/7,8 l/100 km                        |
| Silniki wysokoprężne   |                   |                 |                                         |                                |                                            |                                      |                                         |
| 418d od 2014/02        | 1995 cm³          | R4              | 105 kW / 143 KM przy 4000 obr./min      | 320 Nm przy 1750-2500 obr./min | 9,2/9,1 s                                  | 213/213 km/h                         | 4,5/4,5 l/100 km                        |
| 418d od 2015/07        | 1995 cm³          | R4              | 110 kW / 150 KM przy 4000 obr./min      | 320 Nm przy 1500-3000 obr./min | 9,0/8,9 s                                  | 213/213 km/h                         | 4,1/4,1 l/100 km                        |
| 420d od 2014/02        | 1995 cm³          | R4              | 135 kW / 184 KM przy 4000 obr./min      | 380 Nm przy 1750-2750 obr./min | 7,7/7,5 s                                  | 236/231 km/h                         | 4,7/4,6 l/100 km                        |
| 420d od 2015/03        | 1995 cm³          | R4              | 140 kW / 190 KM przy 4000 obr./min      | 400 Nm przy 1750-2500 obr./min | 7,5/7,3 s                                  | 240/231 km/h                         | 4,2/4,0 l/100 km                        |
| 420d xDrive od 2014/02 | 1995 cm³          | R4              | 135 kW / 184 KM przy 4000 obr./min      | 380 Nm przy 1750-2750 obr./min | 7,7/7,5 s                                  | 234/229 km/h                         | 4,9/4,8 l/100 km                        |
| 420d xDrive od 2015/03 | 1995 cm³          | R4              | 140 kW / 190 KM przy 4000 obr./min      | 400 Nm przy 1750-2500 obr./min | 7,6/7,4 s                                  | 235/230 km/h                         | 4,6/4,5 l/100 km                        |
| 430d od 2014/07        | 2993 cm³          | R6              | 190 kW / 258 KM przy 4000 obr./min      | 560 Nm przy 1500-3000 obr./min | -/5,6 s                                    | -/250 km/h                           | -/5,1 l/100 km                          |
| 430d xDrive od 2014/07 | 2993 cm³          | R6              | 190 kW / 258 KM przy 4000 obr./min      | 560 Nm przy 1500-3000 obr./min | -/5,3 s                                    | -/250 km/h                           | -/5,3 l/100 km                          |
| 435d xDrive od 2014/07 | 2993 cm³          | R6              | 230 kW / 313 KM przy 4400 obr./min      | 630 Nm przy 1500-2500 obr./min | -/4,8 s                                    | -/250 km/h                           | -/5,6 l/100 km                          |

## Druga generacja

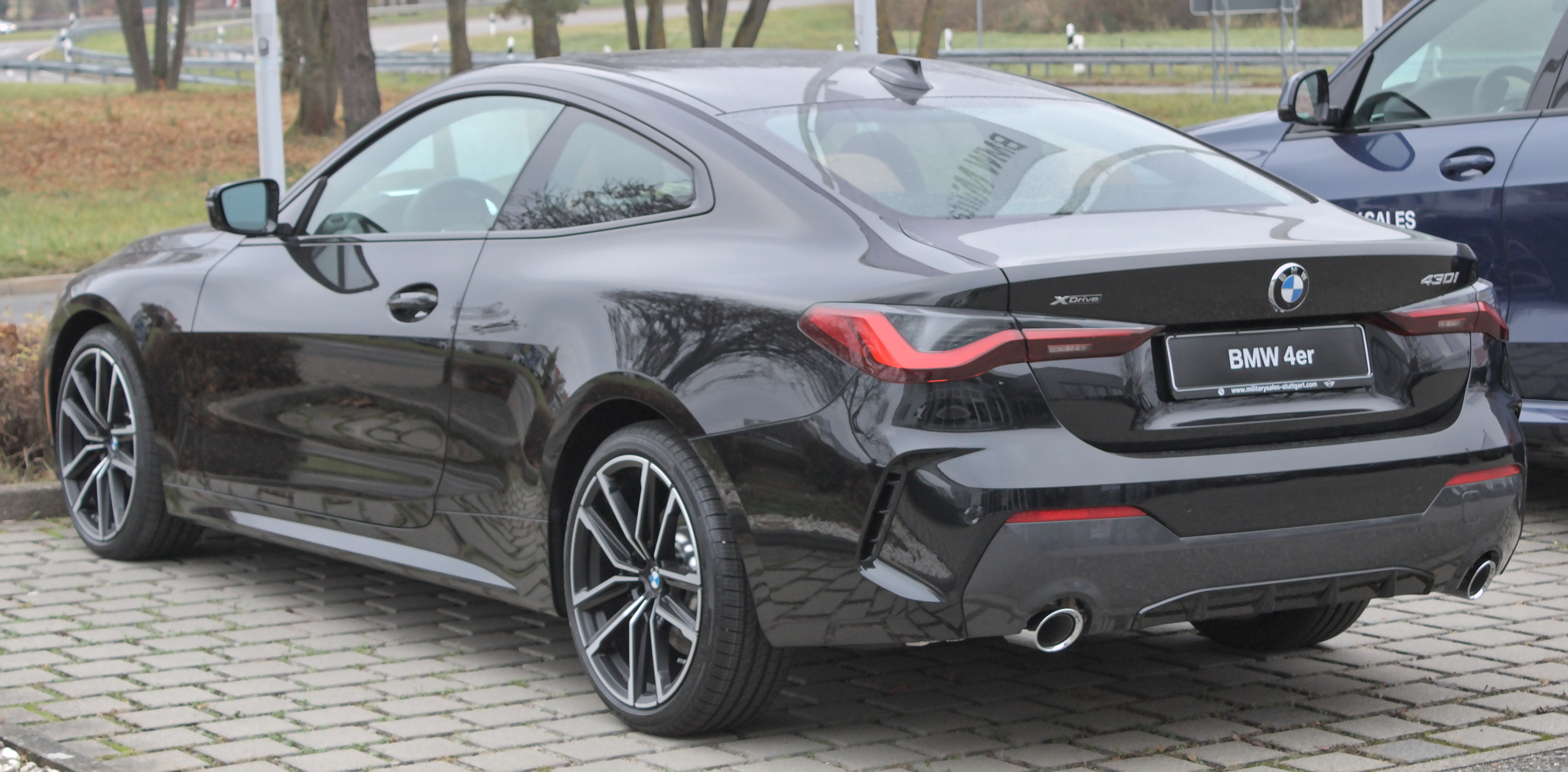
BMW serii 4 II (G22) - tył

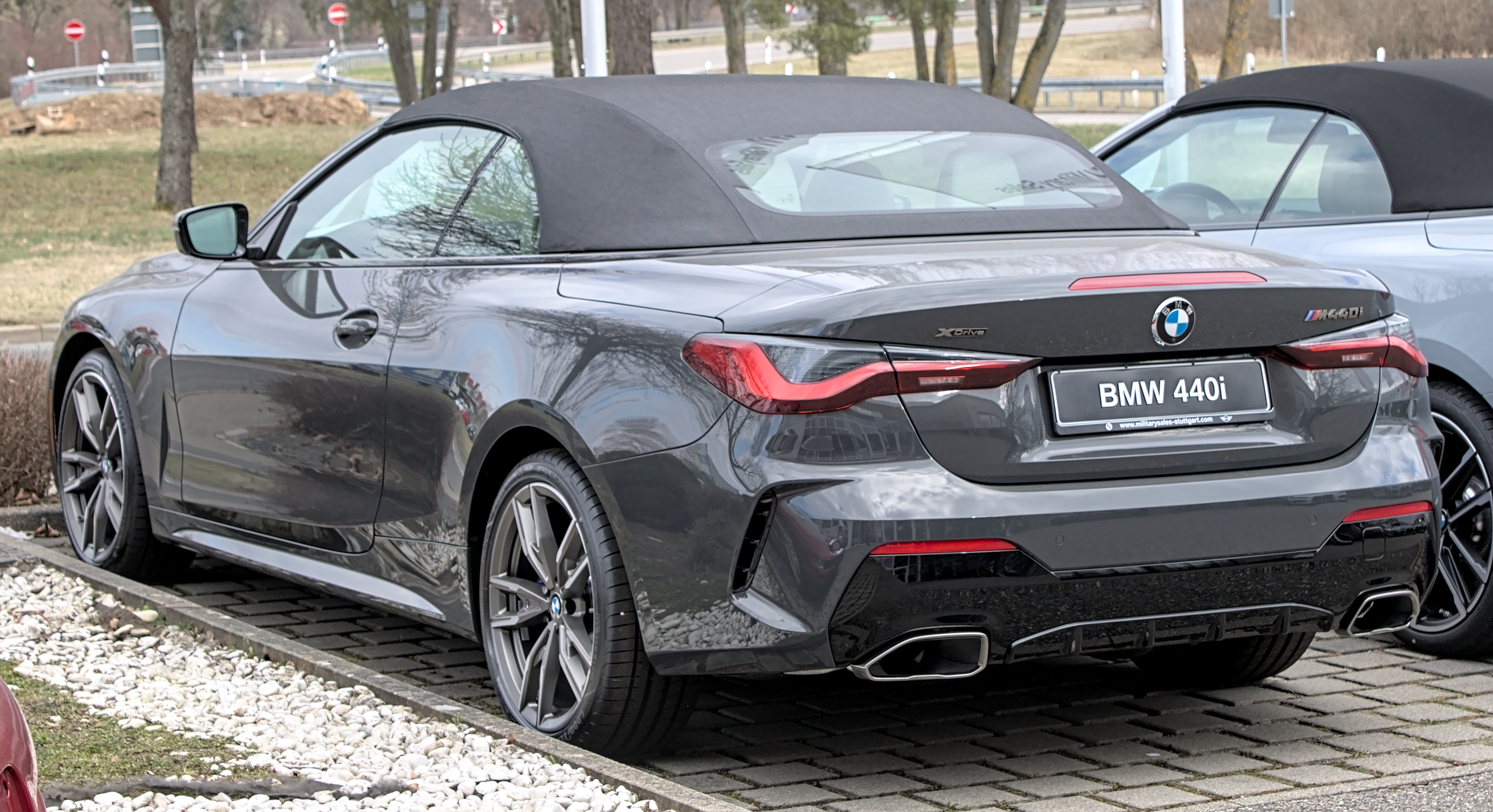
BMW serii 4 II Cabriolet (G23)

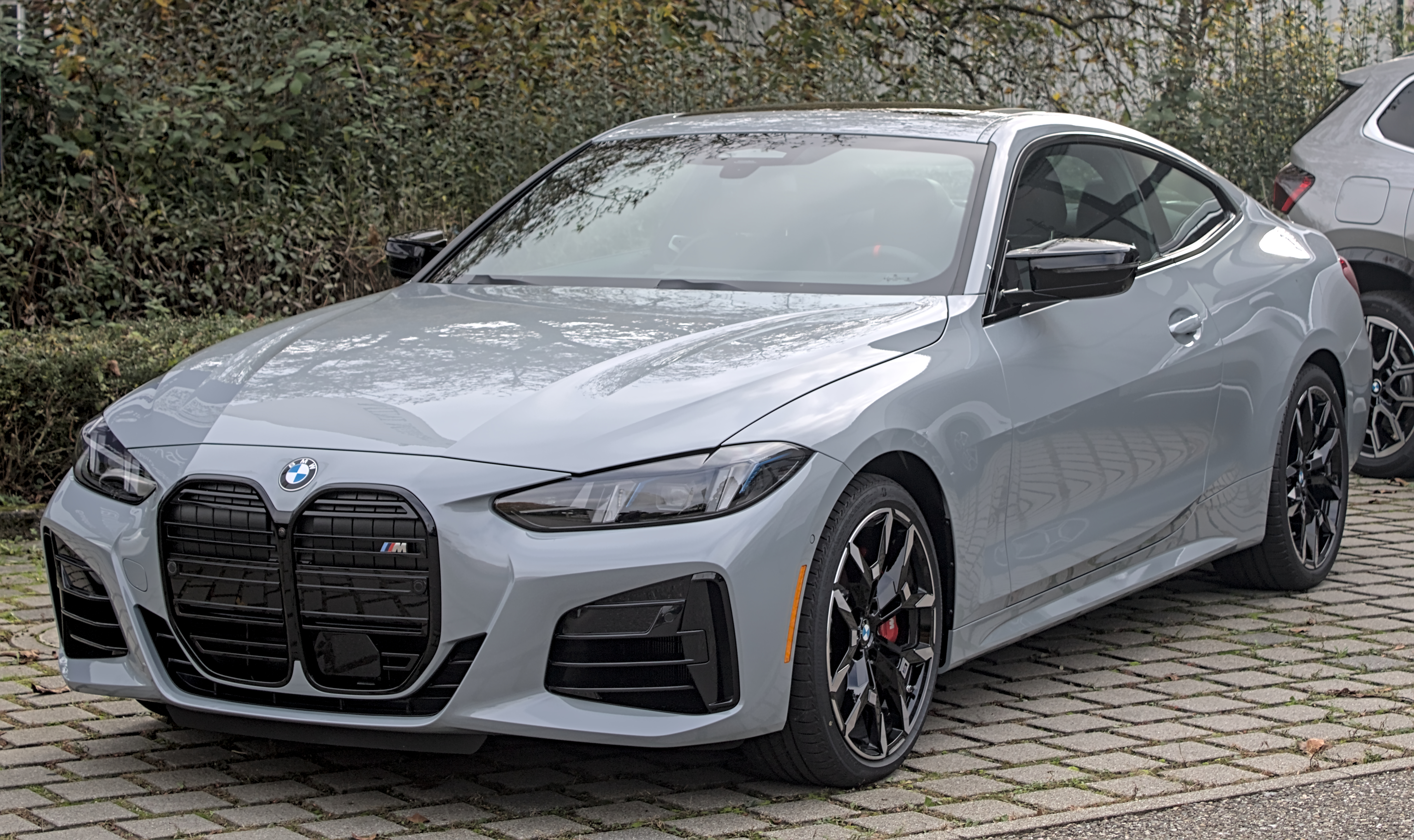
BMW serii 4 II (G22) po liftingu

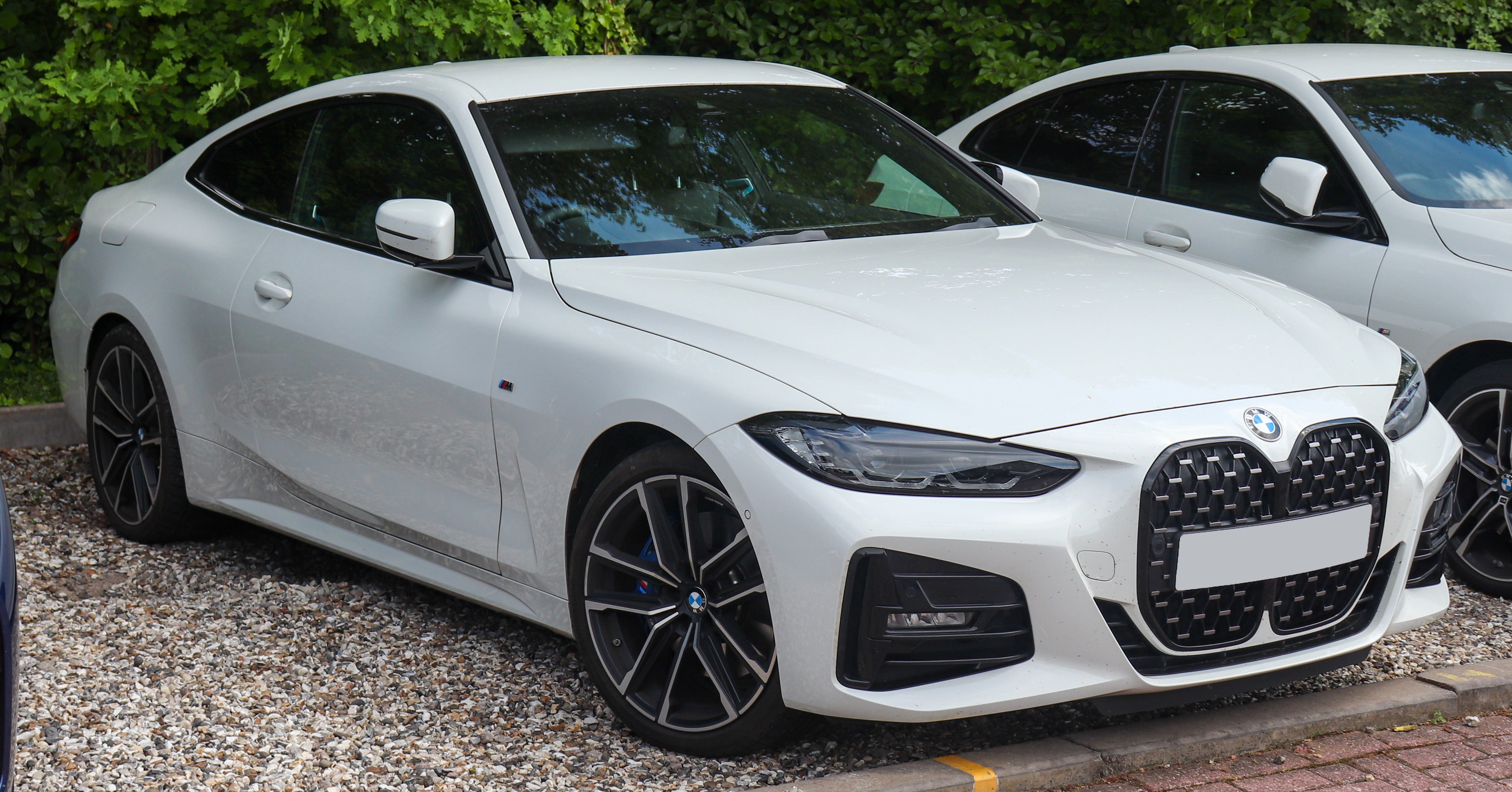
BMW serii 4 II (G22) M Sport

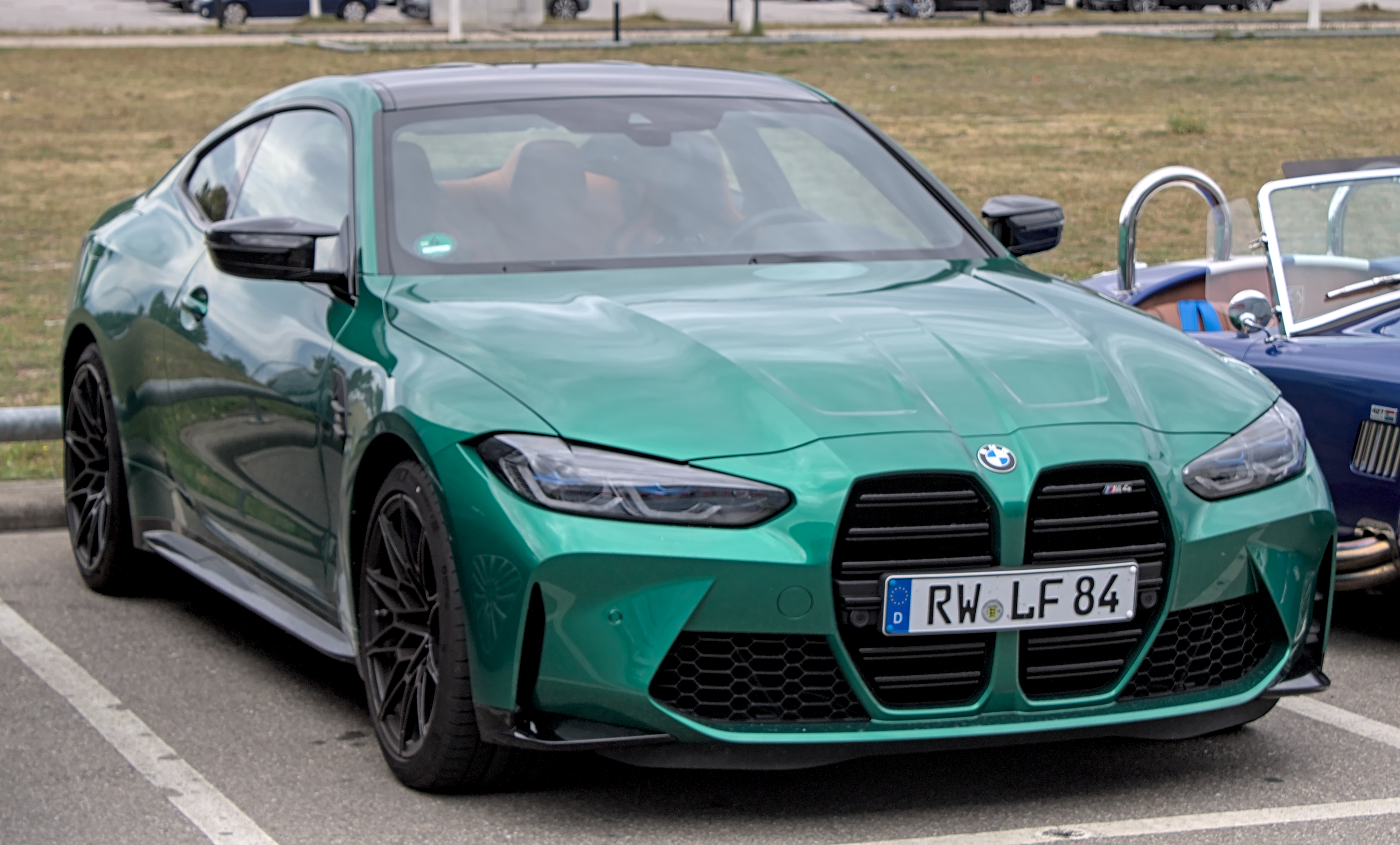
BMW M4 II (G82)

BMW serii 4 II zostało zaprezentowane po raz pierwszy w 2020 roku.
Premierę drugiej generacji BMW serii 4, podobnie jak w przypadku dotychczasowego modelu, poprzedziło przedstawienie prototypu BMW Concept 4. Studium zaprezentowane zostało we wrześniu 2019 roku podczas targów samochodowych IAA 2019 we Frankfurcie nad Menem, zapowiadając kluczowe cechy wizualne planowanego nowego modelu - na czele z kontrowersyjnym, dużym wlotem powietrza z podwójnymi, pionowymi "nerkami".
Produkcyjny model pod postacią drugiej generacji BMW serii 4 o kodzie fabrycznym G22 zadebiutował pół roku po studium, rozwijając w obszernym zakresie jego stylizację. Zachowując podobne proporcje nadwozia co poprzednik, samochód zyskał bardziej agresywną i awangardową stylizację autorstwa południowokoreańskiego projektanta, Lima Seung-mo. Poza węższymi, ostro zarysowanymi lampami i reflektorami, charakterystycznym elementem samochodu pozostała przedstawiona już w prototypie z 2019 roku duża przednia atrapa chłodnicy.
Podobnie jak w przypadku poprzednika, druga generacja BMW serii 4 trafiła do sprzedaży zarówno w jednostkami benzynowymi, jak i wysokoprężnymi - tym razem jednak nie zdecydowano się na możliwość wyboru przekładni manualnej, ograniczając się do 8-biegowej automatycznej skrzyni biegów. Do wyboru nabywcy uzyskali warianty z napędem tylnym lub AWD, a po raz pierwszy jednostki benzynowe dostępne mogą być w układzie mild hybrid. 
Po odmianie coupé, która w maju 2020 tradycyjie zadebiutowała w pierwszej kolejności, w październiku tego samego roku gamę nadwoziową uzupełnił wariant z otwieranym dachem o kodzie fabrycznym G23. W przeciwieństwie do poprzednika, samochód nie jest już coupé-cabrio z twardym składanym dachem, lecz klasycznym kabrioletem z dachem materiałowym.

### Lifting
W styczniu 2024 roku samochód przeszedł obszerną restylizację całej gamy modelowej. Samochód otrzymał przeprojektowany wzór reflektorów z motywem podwójnej poziomej kreski, a także przemodelowany zderzak i nowe wypełnienie lamp tylnych. Ponadto obszernie zmodyfikowano deskę rozdzielczą, gdzie zastosowano nową kierownicę ze spłaszczonym u dołu wieńcem i inny układ konsoli centralnej z charakterystycznym wzorem nawiewów W multimediach dodano funkcję Quick Select, która umożliwia przypisanie szybkiego dostępu do najważniejszych funkcji. Ponadto, pokrętło zastąpiło tradycyjny wybierak skrzyni.

### M4
Równolegle z pokrewnym M3 kolejnej generacji zaprezentowana została nowa odsłona topowego, wyczynowego BMW M4' o kodzie fabrycznym G82. Podobnie jak on, samochód otrzymał obszernie zmodyfikowane nadwozie z poszerzonymi, muskularnymi nadolami, większą osłonę chłodnicy z poziomymi poprzeczkami, a także tylny spojler oraz rozbudowany dyfuzor.
Kabinę pasażerską wykończono mieszanką alcantary i włókna węglowego, siedziska zastąpiły kubełkowe fotele, z kolei za kołem kierownicy umieszczono dodatkowe przyciski oraz łopatki do zmiany biegów. Do napędu BMW M4 wykorzystany został sześciocylindrowy silnik benzynowy o pojemności 3 litrów i mocy 480 KM w przypadku wariantu podstawowego lub 510 KM w wersji Competition. Standardowy wariant dostępny jest z 6-biegową przekładnią manualną, z kolei Competition dostępny jest tylko z 8-biegową przekładnią automatyczną.

### Silniki
Benzynowe:
| Wariant            | W produkcji | Silnik             | Moc                                      | Moment obrotowy                 | 0-100 km/h |
| ------------------ | ----------- | ------------------ | ---------------------------------------- | ------------------------------- | ---------- |
| 420i 420i xDrive   | od 2020     | 2.0 L B48 turbo R4 | 181 KM (135 kW) przy 4400–6000 obr./min. | 300 Nm przy 1250–4300 obr./min. | 7,5 s.     |
| 430i 430i xDrive   | od 2020     | 2.0 L B48 turbo R4 | 252 KM (190 kW) przy 5000-6500 obr./min. | 400 Nm przy 1550-4400 obr./min. | 5,8 s.     |
| M440i M440i xDrive | od 2020     | 3.0L B58 turbo R6  | 382 KM 285 kW przy 5800-6500 obr./min.   | 500 Nm przy 1800-5000 obr./min. | 4,5 s.     |

Wysokoprężne:
| Wariant          | W produkcji | Silnik                   | Moc                                | Moment obrotowy                 | 0-100 km/h |
| ---------------- | ----------- | ------------------------ | ---------------------------------- | ------------------------------- | ---------- |
| 420d 420d xDrive | od 2020     | 2.0 L B47 turbo R4       | 188 KM 140 kW przy 4,000 obr./min. | 400 Nm przy 1750-2500 obr./min. | 7,1 s      |
| 430d xDrive      | od 2020     | 3.0 L B57 turbo R6]      | 282 KM 210 kW przy 4,000 obr./min. | 650 Nm przy 1750-2500 obr./min. | 5,1 s.     |
| M440d xDrive     | od 2020     | 3.0 L B57 twin-turbo R6] | 335 KM 250 kW przy 4,400 obr./min. | 700 Nm przy 1750-2250 obr./min. | 4,6 s.     |

### 4 Gran Coupe

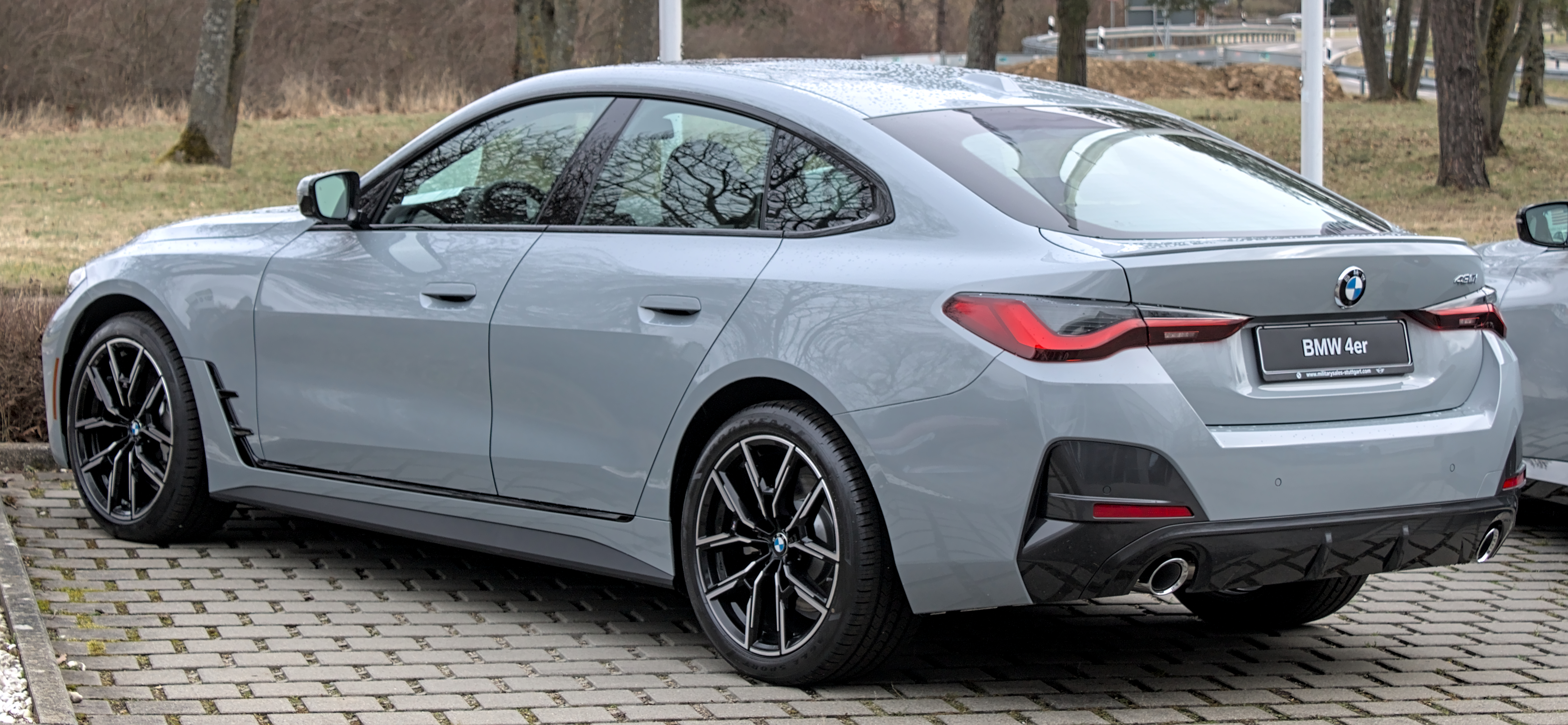
BMW serii 4 Gran Coupe II (G26) – tył

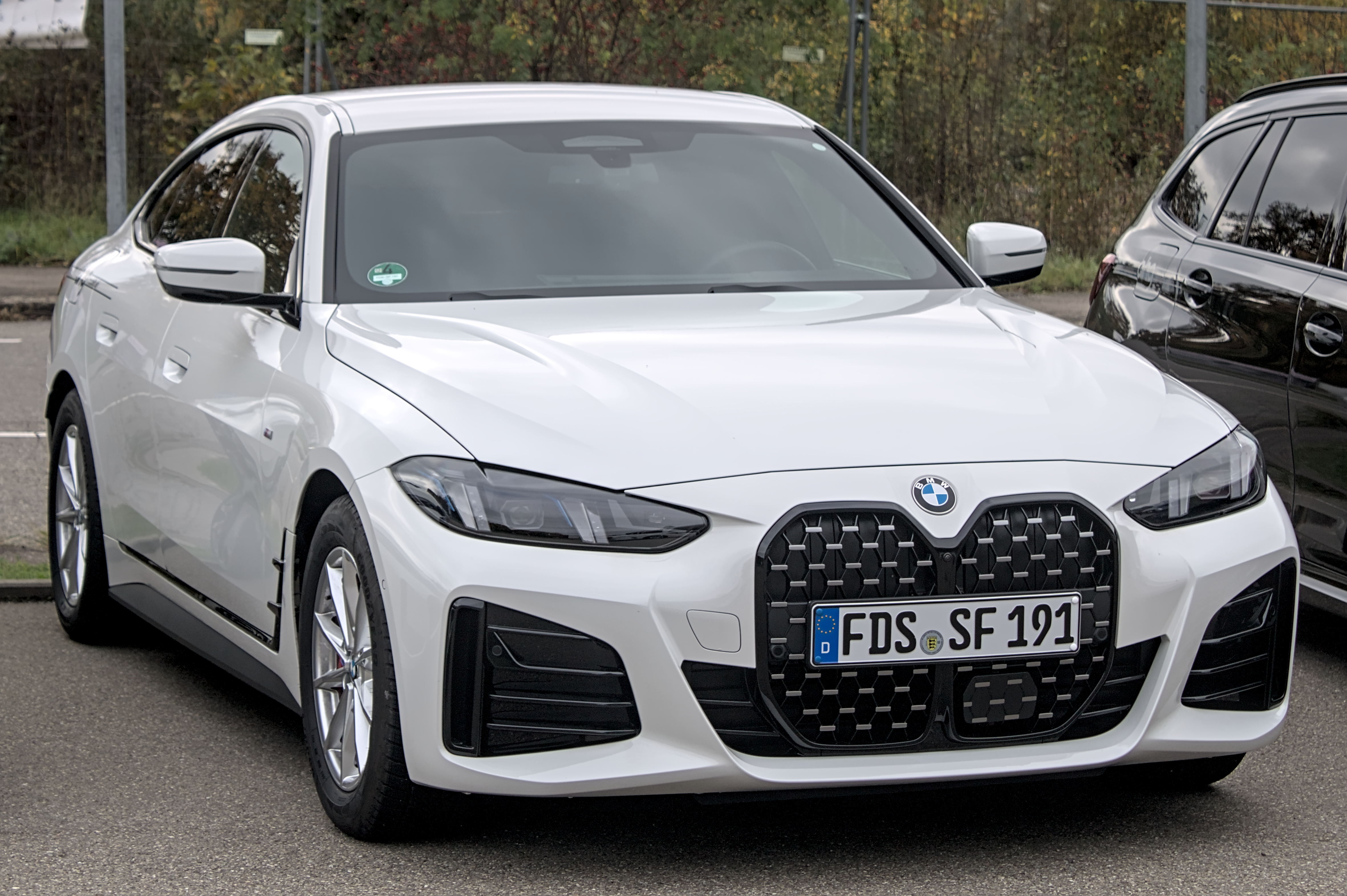
BMW serii 4 Gran Coupe II (G26) po liftingu

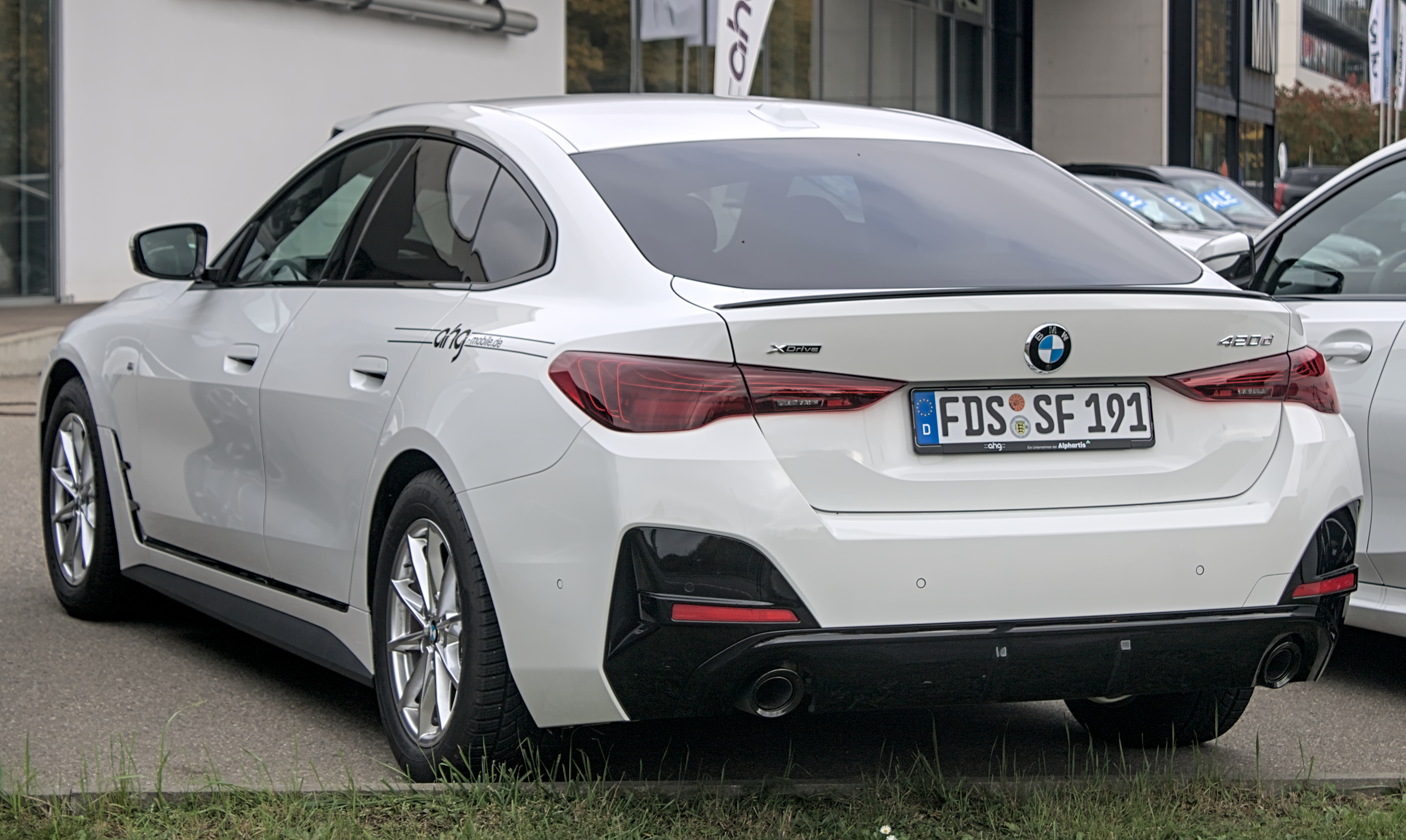
BMW serii 4 Gran Coupe II (G26) – tył po liftingu

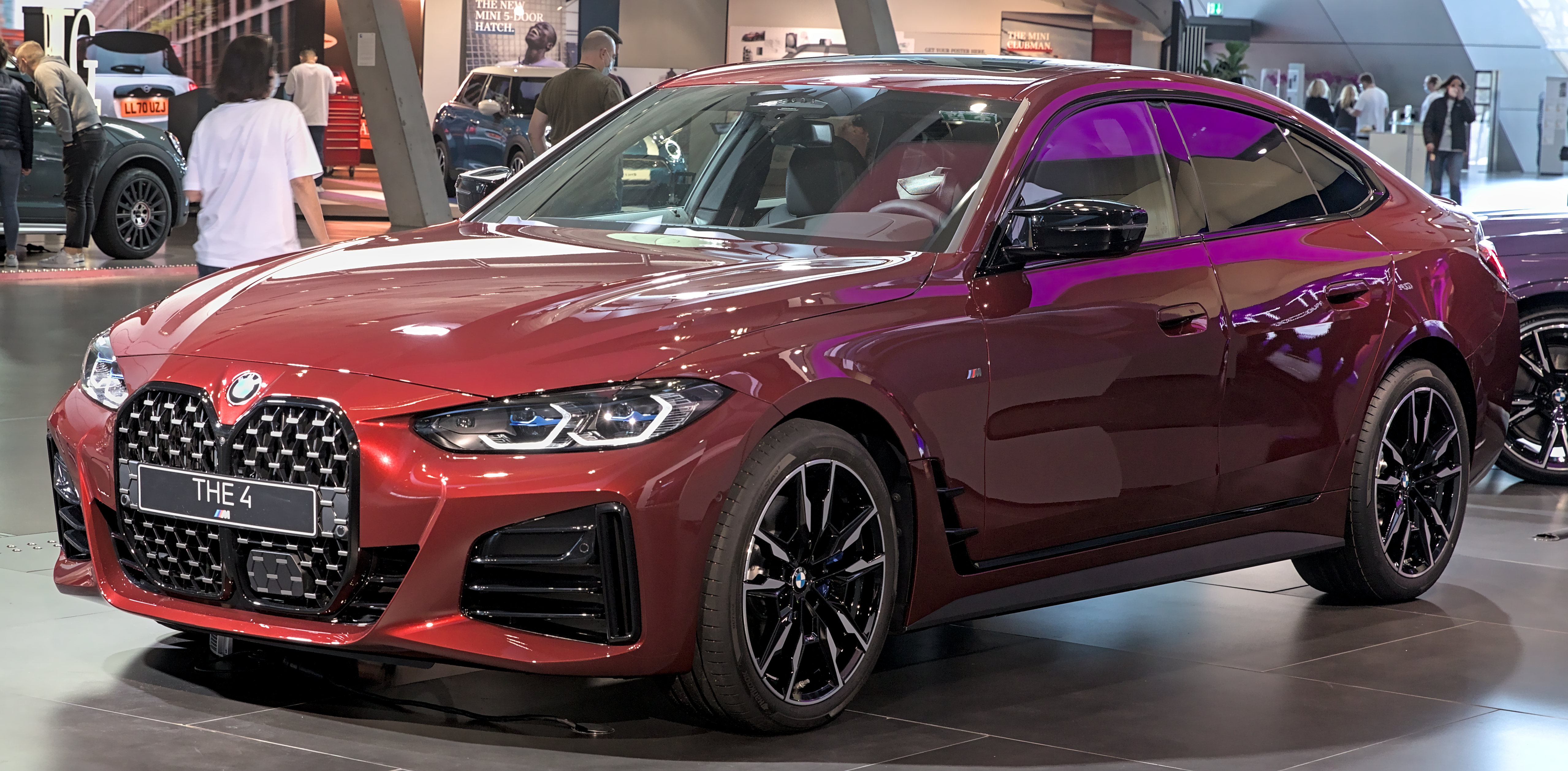
BMW M440i Gran Coupe II (G26)

BMW serii 4 Gran Coupe II zostało zaprezentowane po raz pierwszy w 2021 roku.
Podobnie jak w przypadku pierwszej generacji, rok po premierze Serii 4 w odmianach coupe i kabriolet ofertę uzupełnił 5-drzwiowy liftback o nazwie Gran Coupe, który otrzymał kod fabryczny G26. Przy okazji zmiany generacji, Seria 4 Gran Coupe stała się lżejsza o 50 kilogramów przy większym nadwoziu, które zyskało kolejno: 143 mm na długość, 27 mm na szerokość i 53 mm na wysokość oraz 46 mm na rozstawie osi. Większe nadwozie nie przełożyło się jednakże znacznie na przedział bagażowy - ten z 480 zwiększył się do 490 litrów przy złożonych fotelach lub 1290 litrów przy złożonej tylnej kanapie.
Charakterystycznym elementem, współdzielonym z elektryczną odmianą i4, stały się inne niż w odmianach dwudrzwiowych klamki - zamiast otwartych uchwytów producent zastosował nietypowe, prostkątne klamki kasetowe. Innymi cechami typowymi dla tego modelu pozostały bezramkowe drzwi, a także kontrowersyjny, podwójny wlot powietrza w postaci pionowych, obejmujących całą wysokość pasa przedniego wzorem innych modeli z nowej Serii 4.
W porównaniu do dwudrzwiowych wersji, BMW serii 4 Gran Coupe drugiej generazji zyskało niemal taką samę gamę jednostek napędowych. Oprócz trzech silników benzynowych, do dyspozycji nabywców pozostały także dwie jednostki wysokoprężne. Wśród dostępnych silników benzynowych znalazła się możliwość nabycia wariantu z układem mild-hybrid - 48-woltowy alternator odwracalny generuje moc dodatkowych 11 KM, a akumulator rozszerza możliwości odzysku i magazynowania energii hamowania.

### Lifting
Nieco później niż warianty cabrio i coupe, w kwietniu 2024 roku pojazd przeszedł restylizację. Wzorem dwudrzwiowych modeli, samochód zyskał przeprojektowany układ reflektorów z charakterystycznymi, pionowymi segmentami świetlnymi wewnątrz, a także przemodelowany zderzak i inny wkład osłony chłodnicy. Zmieniono także wypełnienie lamp tylnych oraz przemodelowano kokpit, z charakterystycznymi, ukrytymi w listwie ozdobnej nawiewami i zintegrowanym, zakrzywionym panelem cyfrowych zegarów z ekranem systemu multimedialnego.

### Silniki
Benzynowe:
| Wariant            | W produkcji | Silnik             | Moc                                      | Moment obrotowy                 | 0-100 km/h |
| ------------------ | ----------- | ------------------ | ---------------------------------------- | ------------------------------- | ---------- |
| 420i 420i xDrive   | od 2020     | 2.0 L B48 turbo R4 | 181 KM (135 kW) przy 4400–6000 obr./min. | 300 Nm przy 1250–4300 obr./min. | 7,5 s.     |
| 430i 430i xDrive   | od 2020     | 2.0 L B48 turbo R4 | 245 KM (190 kW) przy 5000-6500 obr./min. | 400 Nm przy 1550-4400 obr./min. | 5,8 s.     |
| M440i M440i xDrive | od 2020     | 3.0L B58 turbo R6  | 382 KM 285 kW przy 5800-6500 obr./min.   | 500 Nm przy 1800-5000 obr./min. | 4,5 s.     |

Wysokoprężne:
| Wariant          | W produkcji | Silnik              | Moc                                | Moment obrotowy                 | 0-100 km/h |
| ---------------- | ----------- | ------------------- | ---------------------------------- | ------------------------------- | ---------- |
| 420d 420d xDrive | od 2020     | 2.0 L B47 turbo R4  | 188 KM 140 kW przy 4,000 obr./min. | 400 Nm przy 1750-2500 obr./min. | 7,1 s      |
| 430d xDrive      | od 2020     | 3.0 L B57 turbo R6] | 282 KM 210 kW przy 4,000 obr./min. | 650 Nm przy 1750-2500 obr./min. | 5,1 s.     |

### i4

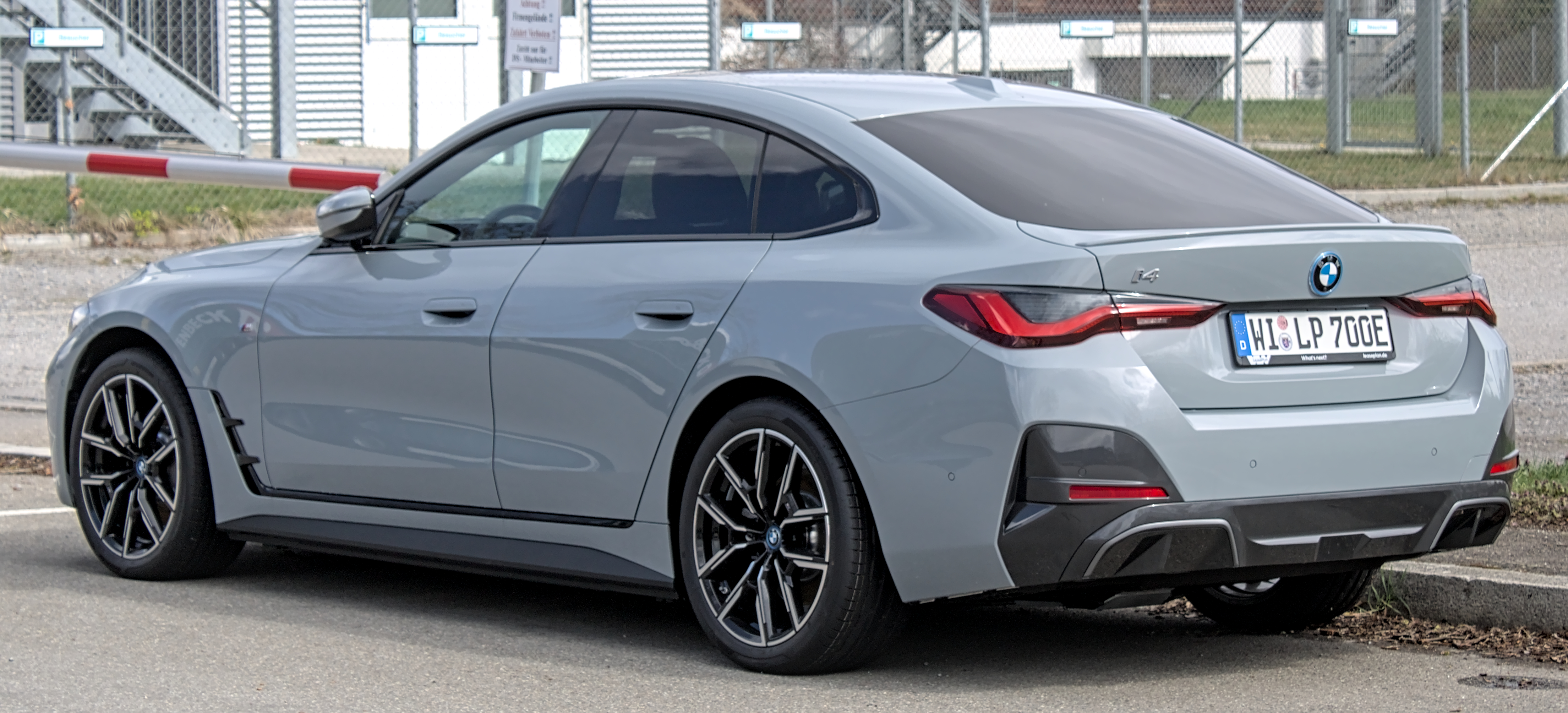
BMW i4 (G26) - tył

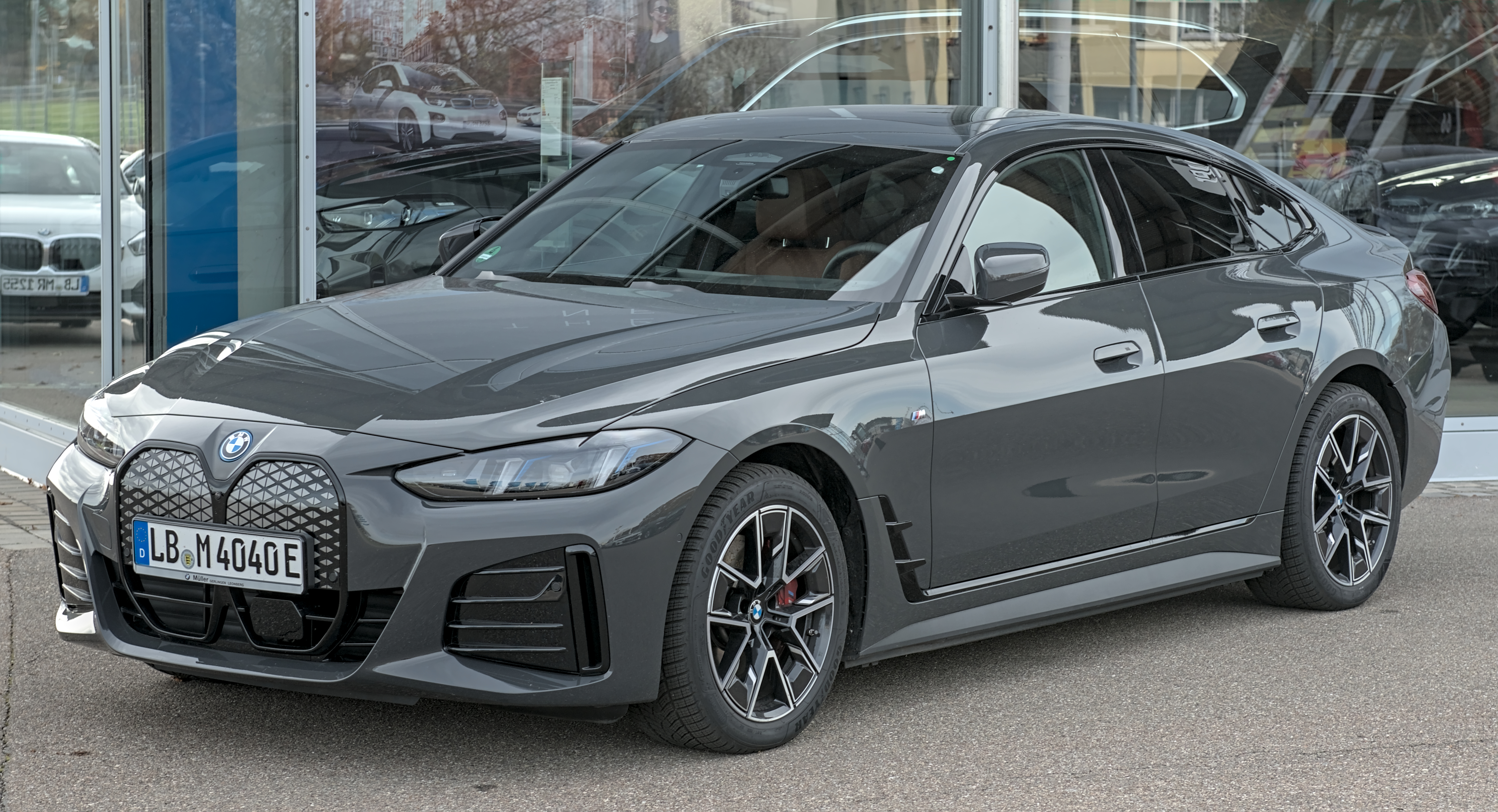
BMW i4 (G26) po liftingu

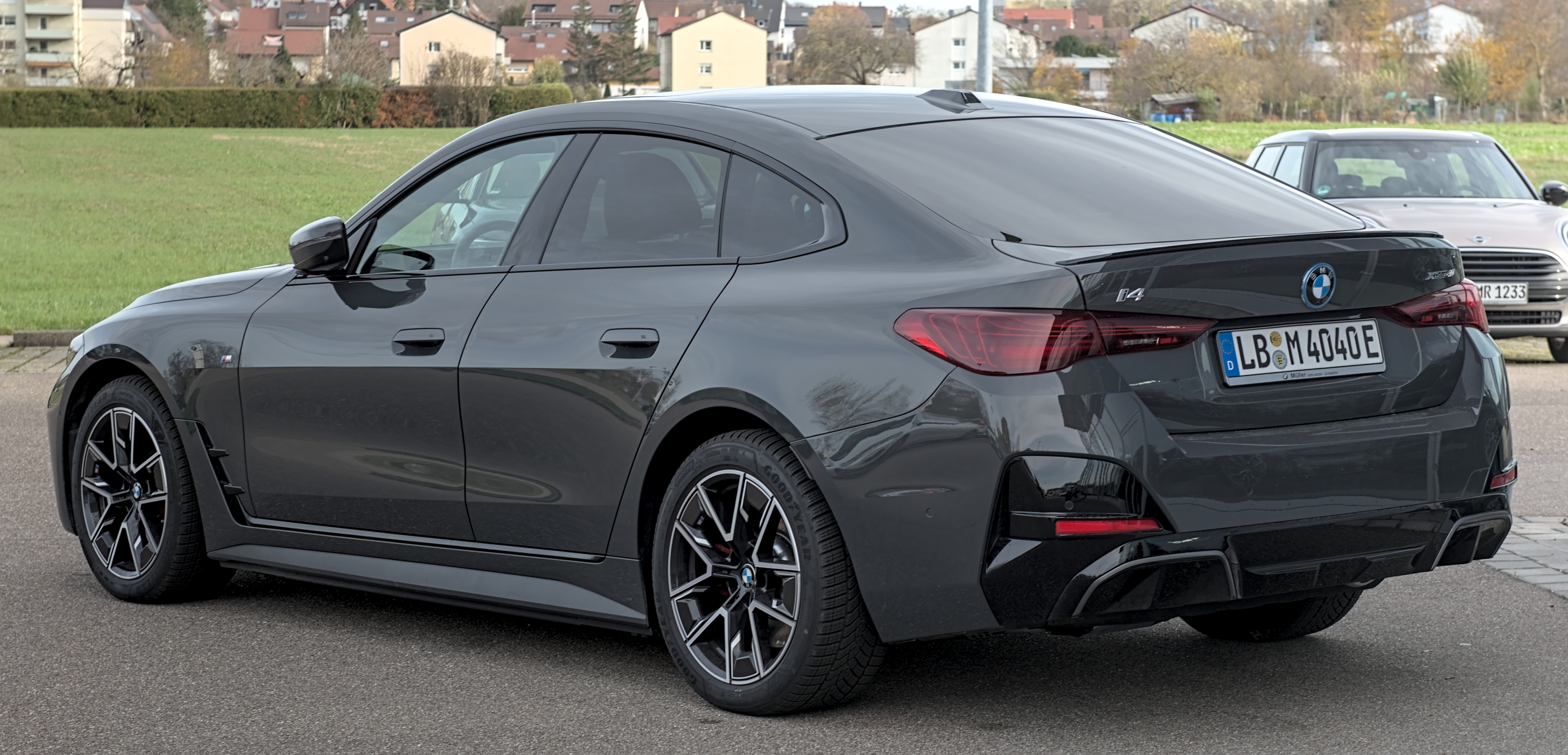
BMW i4 (G26) - tył po liftingu

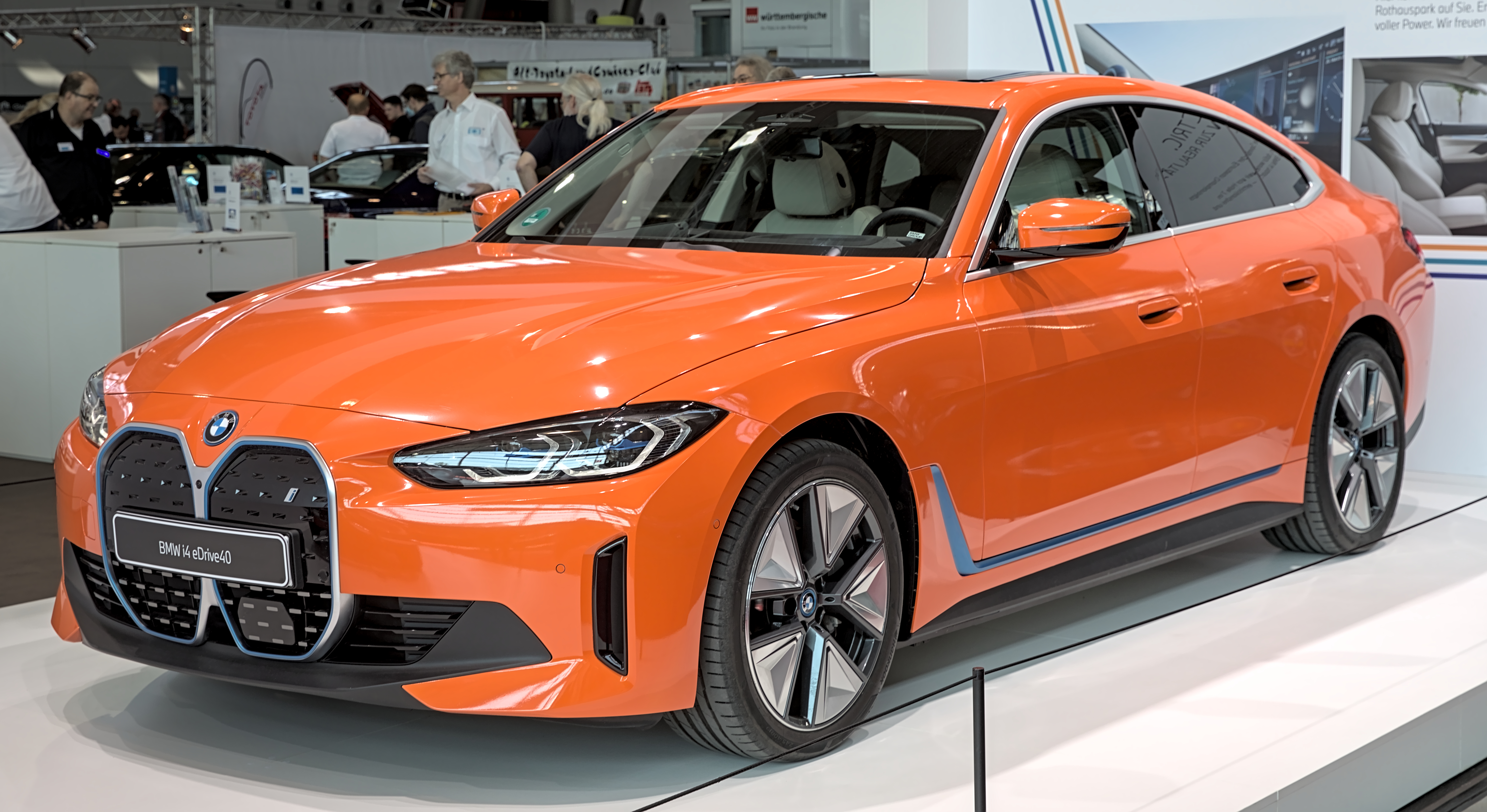
BMW i4 (G26) eDrive 40

BMW i4 zostało zaprezentowane po raz pierwszy w 2021 roku.
Studyjną zapowiedzią pierwszego średniej wielkości samochodu osobowego z napędem elektrycznym w gamie niemieckiej firmy był prototyp BMW i Vision Dynamics przedstawiony we wrześniu 2017 roku. Kolejne studium, tym razem znacznie bliższym produkcyjnej postaci, było BMW Concept i4 przedstawione w marcu 2020 roku. Jeszcze jesienią 2019 roku rozpoczęły się testy zamaskowanych, przedprodukcyjnych egzemplarzy w obszernym zakresie czerpiących ze stylizacji Concept i4. Pas przedni zdobią charakterystyczne, podwójne "nerki" rozciągające się od krawędzi maski do dolnej krawędzi zderzaka, z kolei klamki przyjęły kasetową formę wzorem SUV-a iX.
Oficjalna premiera BMW i4 w produkcyjnej formie odbyła się podczas internetowej prezentacji w drugiej połowie marca 2021 roku. Pod kątem wizualnym został on w obszernym zakresie upodobniony do przedstawionej rok wcześniej drugiej generacji coupe Serii 4. Karoserię wzbogaciły liczne niebieskie ozdobniki, a linię dachu poprowadzono łagodnie ku tylnej części nadwozia, którą wzbogaciły muskularne krawędzie nadkoli.

### Lifting
W kwietniu 2024 roku równolegle z wersją Gran Coupe samochód BMW i4 przeszło restylizację. Poza współdzielonymi z resztą gamy modyfikacjami reflktorów, lamp tylnych oraz projektu kopitu, elektryczny model BMW odróżnił się od spalinowych wariantów innym wypełnieniem imitacji odłony chłodnicy. Przemodelowano także przedni oraz tylny zderzak.

### Sprzedaż
BMW i4 zostało elementem ogłoszonego w lipcu 2020 roku planu elektryfikacji gamy niemieckiego producenta, który do 2023 roku zaplanował przedstawienie 23 pojazdów z hybrydowymi lub elektrycznymi napędami. Produkcja pojazdu rozpoczęła się w listopadzie 2021 roku, co poprzedził debiut z marca 2021 roku. Sprzedaż BMW i4 na rynkach globalnych rozpoczęła się na początku 2022 roku.

### Dane techniczne
Docelowo gamę BMW i4 tworzą trzy warianty. Podstawowy, eDrive35, rozwija moc 268 KM, pośredni eDrive40 ma moc 330 KM, a topowy, M50 xDrive, charakteryzuje się mocą 523 KM. Wariant eDrive35 napędza bateria 60 kWh, z kolei kolejne dwie większa, o pojemności 80 kWh. 
Producent w momencie debiutu ujawnił szczegółowe parametry jedynie pośredniego wariantu eDrive40 - ma on rozwijać maksymalnie 200 km/h, rozpędzać się do 100 km/h w 4 sekundy i umożliwiać przejechanie na jednym ładowaniu do 590 kilometrów.